# Port de Sóller

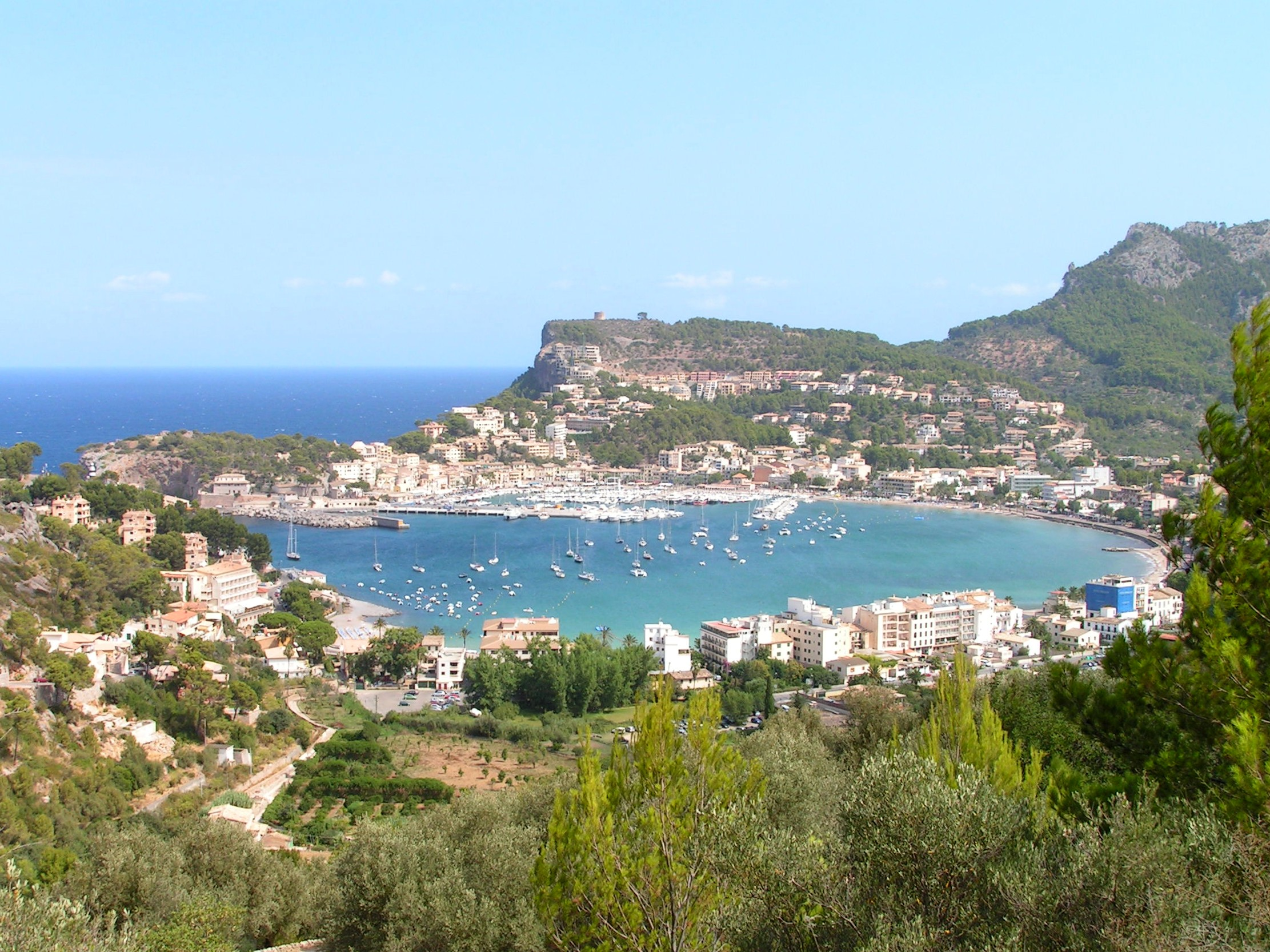
Blick auf Port de Sóller Richtung Norden

Port de Sóller (kastilisch Puerto de Sóller, deutsch „Hafen von Sóller“) ist ein Ortsteil der an der Nordwestküste der Baleareninsel Mallorca gelegenen Gemeinde Sóller, etwa drei Kilometer vom Hauptort Sóller entfernt. Es liegt an der Badia de Sóller („Bucht von Sóller“) und ist der einzige geschützte Hafen an der etwa 80 km langen Nordwestküste der Insel zwischen den Häfen von Andratx und Pollença, die sich an deren Enden befinden. Die Entfernung zum spanischen Festland (bei Barcelona) beträgt etwa 170 km.
Sóller ist zentraler Ort am Fuße des die Nordwestküste fast über ihre ganze Länge begleitenden Gebirgszuges Serra de Tramuntana. Die Landschaftszone Serra de Tramuntana wurde 2011 in die Liste des Welterbes der UNESCO aufgenommen.
Während des Spätmittelalters war Olivenöl ein zentrales Handelsgut. Die im 17. Jahrhundert begonnene Verschiffung von Zitrusfrüchten aus dem Tal von Sóller in südfranzösische Häfen endete im ausgehenden 19. Jahrhundert. Während des Spanischen Bürgerkriegs militärisch ausgebaut, wurde der Hafen im Zweiten Weltkrieg als U-Boot-Stützpunkt und militärisches Ausbildungszentrum genutzt. Diese Militarisierung, die zum Niedergang des gütertransportierenden Schiffsverkehrs in den 1970er-Jahren geführt hat, wurde 2006 durch den Rückbau der Militäreinrichtungen rückgängig gemacht. Durch die verbesserte Anbindung über die 1999 und 2007 eingeweihten Straßentunnel wurde der Ort stärker touristisch erschlossen.
Der über 20 Hotels, 60 Restaurants und Bars sowie 465 Bootsliegeplätze verfügende Hafenort wird in der Hauptsaison wegen der beiden Strände Platja des Través und Platja den Repic als Badeort und ganzjährig als Ausgangspunkt für zahlreiche Wanderungen in die umgebende Serra de Tramuntana genutzt.

## Geographie

### Lage und Beschreibung

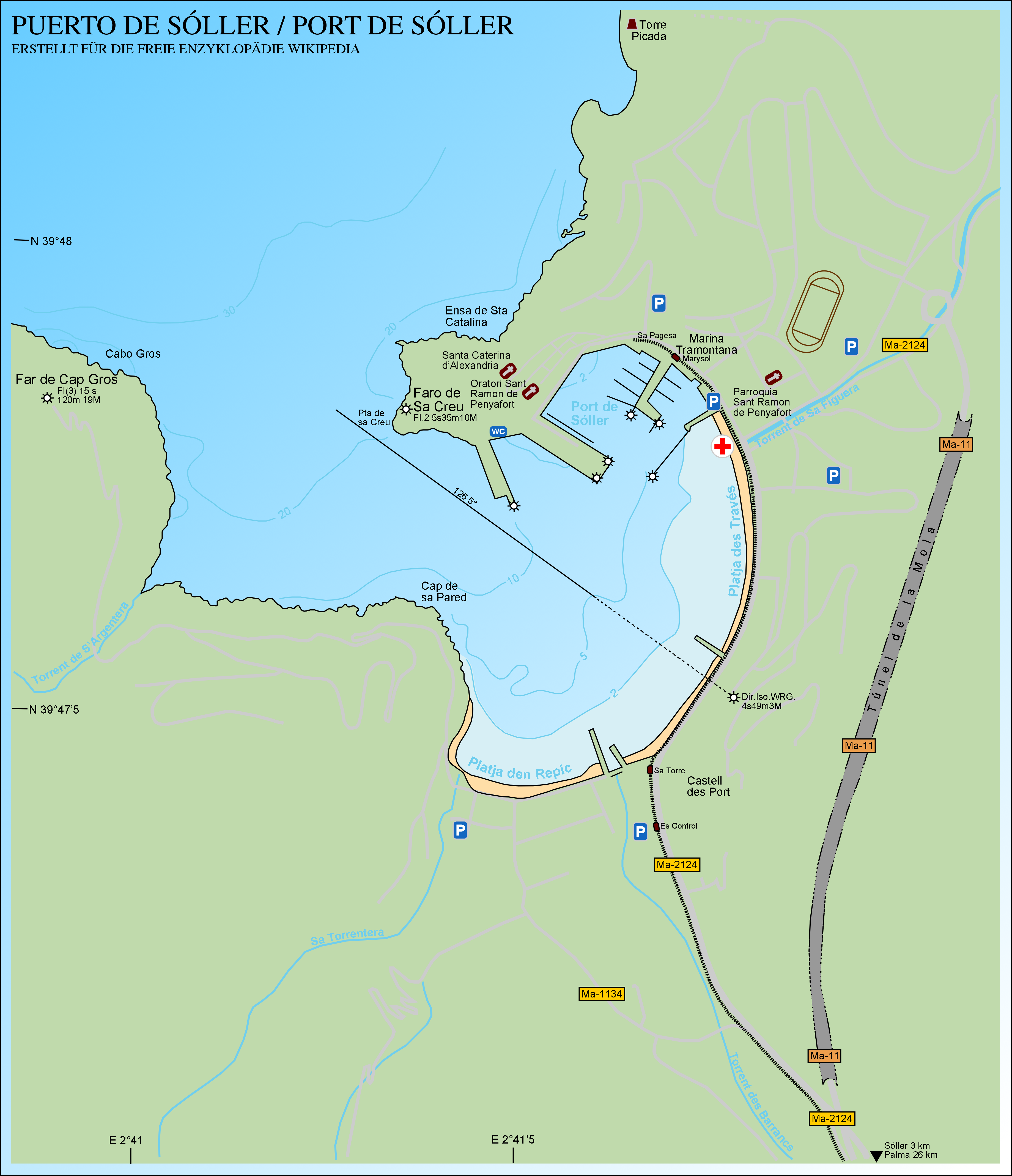
Übersichtskarte von
Port de Sóller

Port de Sóller liegt 28 Kilometer nördlich des Zentrums von Palma und drei Kilometer nordwestlich von Sóller an der Badia de Sóller („Bucht von Sóller“), einer natürlichen Hafenbucht an der Nordwestküste Mallorcas zwischen dem Cap Gros und der kleinen Halbinsel Racó de Santa Caterina mit den Landspitzen Punta de sa Creu und es Bufador. Nordöstlich erhebt sich der Puig de Bàlitx (580 msnm).
Außer der Straßenanbindung besteht seit dem Jahr 1913 die Straßenbahn Sóller, die Port de Sóller und Sóller entlang dem Verlauf der alten Landstraße verbindet, aber in ihrem Streckenverlauf auch durch Orangen- und Zitronenhaine führt. Die Straßenbahn erreicht den Ort östlich des Strandes von en Repic, der sich an der Südseite der Badia de Sóller befindet. Zu Port de Sóller gehören neben dem Zentrum es Port die Siedlungen Bellavista und sa Talaia im Norden, es Través südlich des Hafens sowie Can Joi im Südwesten und sa Muleta im Westen.
Der Hafen von Sóller, Port de Sóller, wurde an der Nordostseite der Bucht angelegt, geschützt vor den Nordwestwinden durch die Halbinsel Racó de Santa Caterina. Um die dortige Mündung des Sturzbaches Torrent de sa Figuera entstand der Siedlungskern mit der Pfarrkirche Sant Ramon de Penyafort. Nach dem Bau der Straßenbahn von Sóller begann sich die Siedlung südwärts auszudehnen, so dass heute die gesamte Ost- und Südseite der Bucht bis hinter en Repic an der Mündung des Torrent Major bebaut ist.

### Flora und Fauna
An der verkehrsberuhigten Uferpromenade stehen Dattel- und Fächerpalmen, in kleinen Vorgärten blühen im Sommerhalbjahr subtropische Ziergewächse aus aller Welt, Orangengärten und Olivenhaine reichen bis an den Ort heran. Rund um die Ortschaft, vor allem am Cap Gros oberhalb des Hafens, konnte sich typisch mediterrane Flora halten, so gibt es ausgedehnte Bestände an Baum-Wolfsmilch (Euphorbia dendroides), auch Weißstängeliger Spargel (Asparagus albus) und Krummstab (Arisarum vulgare) kommen vor. Auf den Küstenbergen nördlich vom Hafen dominiert ein lichter Wald aus Aleppo-Kiefern.
Das Artepitheton der Mallorca-Geburtshelferkröte bezieht sich auf den Fundort des Typus-Exemplars, die Cova de Muleta („Muleta-Höhle“) an der Küste südwestlich von Port de Sóller entdeckt wurde. Die Bucht und die Mündung des Flusses, der hier ins Meer mündet, ziehen Seidenreiher, Moschusenten, große Schwärme von Heringsmöwen, Graugänse und Stockenten an. Die verschiedenen Arten der Enten- und Gänsepopulation lässt vermuten, dass die meisten der ursprünglichen Vögel aus der Gefangenschaft geflohen sind. Fast unbemerkt lebt in der Nähe von Port de Sóller eine Population der vielerorts verschwundenen Mönchs- und Gänsegeier.
Neben den Arten an Land sind auch eine Reihe von Tieren und Pflanzen unter Wasser vorhanden.
Vor der Küste von Port de Sóller werden gelegentlich Pottwale beobachtet.
Ebenso kommen wiederholt Segelquallen bis in die Bucht. Insgesamt ist das Wasser der steil in das Meer abfallenden Küste auffallend planktonarm, weshalb Fischen die Nahrungsgrundlage fehlt. Erst die tieferen Meeresschichten sind planktonreicher und bieten Lebensraum für Tintenfische, Thunfische, Sardinen oder Brassen.

### Klima

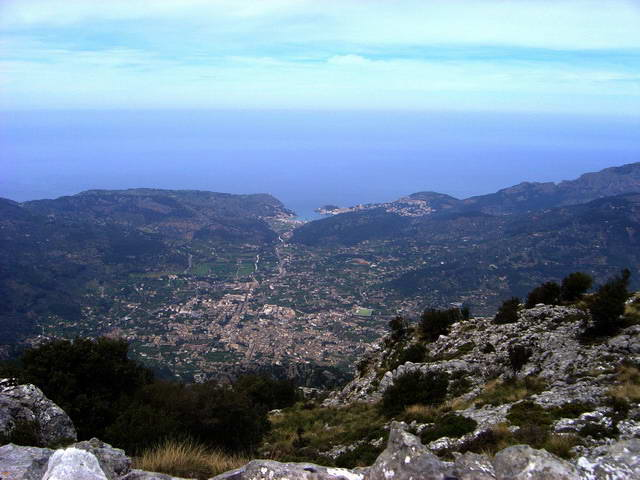
Blick von Alfàbia über Sóller nach Port de Sóller, 2005

Port de Sóller zeichnet sich durch seine Nähe zum Meer und zu den hohen Bergen der Tramuntana aus, was sich durch etwas höhere Niederschläge als in Palma de Mallorca, Nachtfröste im Winter und bei extremen Wetterbedingungen sogar durch Schnee bemerkbar macht. In Port de Sóller herrscht Mittelmeerklima, nach der Klimaklassifikation von Köppen/Geiger wird dieses Csa-Klima durch einen jährlichen Gesamtniederschlag zwischen 400 und 1000 mm mit humiden Wintermonaten und ariden Sommermonaten mit einem Niederschlagsmaximum unter 40 mm und eine Jahresmitteltemperatur von über 14 °C definiert.
Die Sierra Tramuntana bildet aufgrund ihrer Höhenzüge ein orographisches Hindernis, an dem es, je nach Windrichtung, zu Steigungsregen und Föhn-Effekten kommen kann. Als direkte Folge des Tramuntana-Gebirges kommt es zu starken Abweichungen der Wetterbedingungen zwischen Palma, auf das sich die meisten Wettervorhersagen beziehen, und Port de Sóller im Tal von Sóller. So kann es im Tal von Sóller sonnig sein, während es in Palma regnet und umgekehrt. Regenwolken können sich von beiden Seiten der Sierra de Tramuntana verfangen. Die höchsten durchschnittlichen Temperaturen werden im Juli und August mit 29 bzw. 30 °C gemessen, die kältesten Monate sind Januar und Februar mit jeweils 6 °C. Der Jahresniederschlag liegt bei nur 515 mm (zum Vergleich: Palma 449 mm, Köln 798 mm), wovon die wenigsten Niederschläge im Juli (7 mm) fallen und die meisten im Oktober (89 mm). Die Wassertemperatur erreicht im Juli und August ihren höchsten Wert mit 25 °C.
|                       | Jan | Feb | Mär | Apr | Mai | Jun | Jul | Aug | Sep | Okt | Nov | Dez |   |      |
| Mittl. Tagesmax. (°C) | 15  | 15  | 17  | 19  | 22  | 26  | 29  | 30  | 27  | 23  | 18  | 15  | ⌀ | 21,4 |
| Mittl. Tagesmin. (°C) | 6   | 6   | 8   | 10  | 13  | 17  | 19  | 20  | 18  | 14  | 9   | 8   | ⌀ | 12,4 |
|                       |     |     |     |     |     |     |     |     |     |     |     |     |   |      |
| Niederschlag (mm)     | 46  | 39  | 39  | 44  | 33  | 19  | 7   | 25  | 57  | 89  | 62  | 55  | Σ | 515  |
|                       |     |     |     |     |     |     |     |     |     |     |     |     |   |      |
| Sonnenstunden (h/d)   | 5   | 6   | 7   | 8   | 10  | 10  | 11  | 11  | 8   | 6   | 6   | 5   | ⌀ | 7,8  |
|                       |     |     |     |     |     |     |     |     |     |     |     |     |   |      |
| Regentage (d)         | 8   | 6   | 8   | 5   | 5   | 3   | 1   | 3   | 6   | 9   | 8   | 9   | Σ | 71   |
|                       |     |     |     |     |     |     |     |     |     |     |     |     |   |      |
| Wassertemperatur (°C) | 14  | 14  | 14  | 15  | 17  | 21  | 25  | 25  | 24  | 21  | 18  | 15  | ⌀ | 18,6 |

| 6 |

| 6 |

| 8 |

| 10 |

| 13 |

| 17 |

| 19 |

| 20 |

| 18 |

| 14 |

| 9 |

| 8 |

| 6 |

| 6 |

| 8 |

| 10 |

| 13 |

| 17 |

| 19 |

| 20 |

| 18 |

| 14 |

| 9 |

| 8 |

### Geologie und Geomorphologie
Das Material der Betischen Kordillere wurde während des Erdmittelalters abgelagert. Die Olivindiabase und Teschenite, die aus der Serra de Tramuntana in die triassischen Sedimente eingedrungen sind, gehören mindestens zwei verschiedenen ungesättigten Alkalireihen an. Die beiden Serien sind entlang der Gebirgskette in verschiedenen tektonischen Einheiten gleichmäßig verteilt und kommen auch in Port de Sóller vor. Ähnlich wie die Alpen wurden die Höhenzüge Mallorcas zwischen der Kreidezeit und dem Miozän angehoben. Die geologisch junge Inselgruppe der Balearen besteht nur aus den Spitzen der höchsten Berge eines abgesackten Gebirges, das vorher eine Verlängerung des Gebirgszuges der Sierra Nevada war. Während der Messinischen Salinitätskrise trocknete das Mittelmeer fast vollständig aus. Als sich vor etwa 5,3 Mio. Jahren die Verbindung zum Atlantik wieder senkte, füllte sich das Becken des Mittelmeers wieder mit Wasser, wodurch die Balearen von der Iberischen Halbinsel getrennt wurden. Ihre heutigen Formen bekamen die Küstenstrukturen bei tektonischen Ereignissen vor 120.000 Jahren.

## Geschichte

### Vor- und Frühgeschichtliche Epochen
Die Küste an der Badia de Sóller war schon in der Kupfersteinzeit, die auf Mallorca auch als Vorkeramische Zeit bezeichnet wird, von Menschen bewohnt. Spuren dieser Besiedlung zwischen etwa 3000 und 2700 v. Chr. fanden sich in einer Höhle bei sa Muleta (Cova de Muleta) an der Westseite der Bucht. In dieser prähistorischen Höhle wurden 1908 Reste der Höhlenziege (Myotragus balearicus) entdeckt. Während einige Wissenschaftler den Beginn der Besiedlung auf Mallorca auf 5.200 v. Chr. schätzten, gehen aktuelle Studien eher von 3000 v. Chr. aus. Aufgrund seiner natürlichen Voraussetzungen haben vermutlich bereits Phönizier und Griechen den Port de Sóller genutzt, aber erst unter den Römern ist hier ein Stützpunkt nachzuweisen.

### Mittelalter

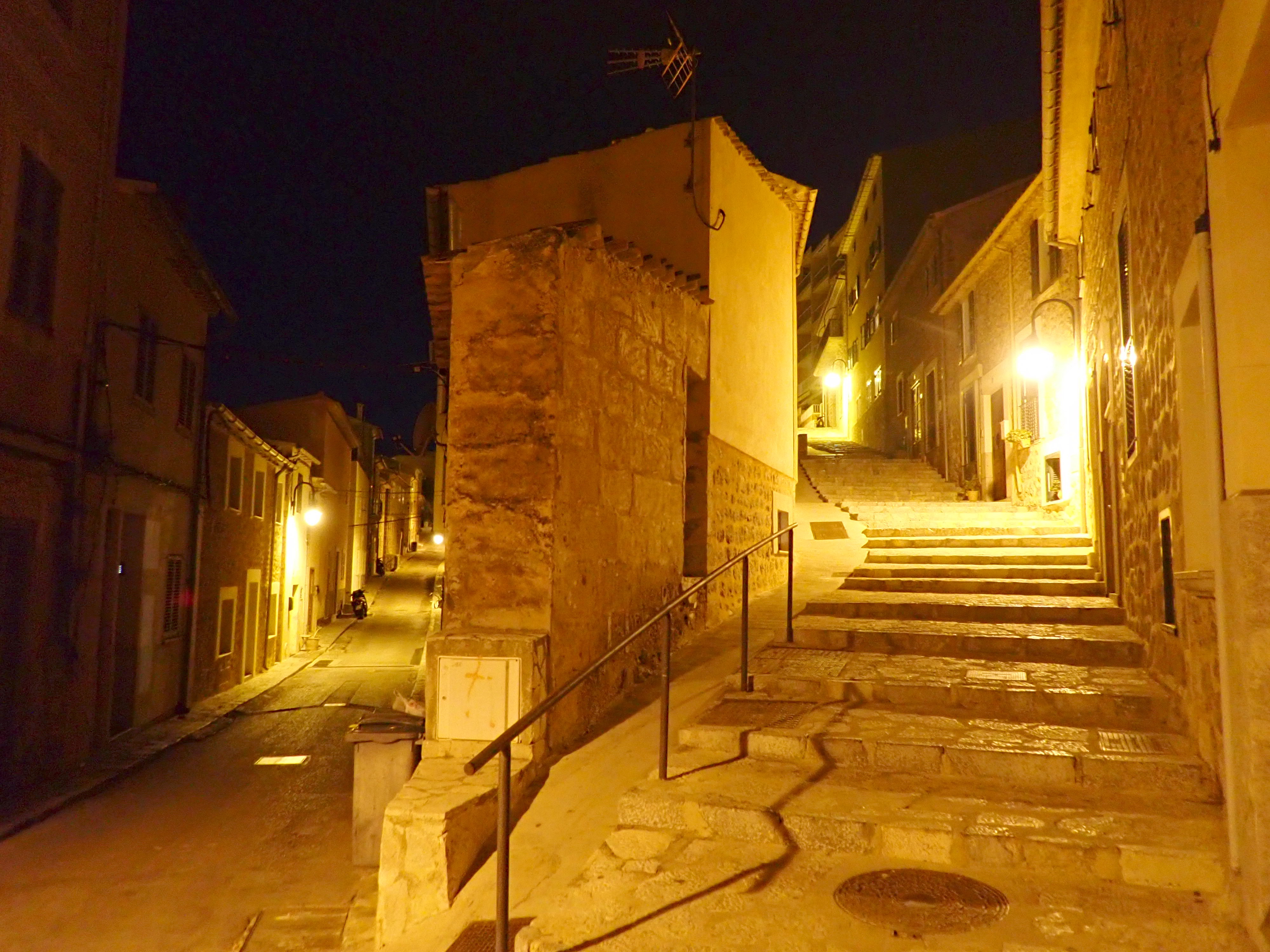
Straßenkreuzung im ursprünglichen Ortsteil, 2020

In der Zeit der arabischen Herrschaft ab dem Jahr 902 n. Chr. wurden das umliegende Land mittels Bewässerungssystemen kultiviert und es wurden großflächig Olivenhaine angelegt. Aus dieser Epoche stammt der Name Suliar („Tal des Goldes“ oder „Muschel“) für das Gebiet von Sóller. Der Hafenort selbst wurde als Puerto de Santa Catalina bezeichnet. Nach der Eroberung Mallorcas von den Arabern durch König Jakob I. von Aragon im Jahr 1229 wurde das Land im Tal von Sóller an die Gefolgsleute des Königs aufgeteilt.
Im Jahr 1284 wurde die Capella de Santa Caterina del Port in einer historischen Quelle genannt.
Im Katalanischen Weltatlas, der 1375 auf Mallorca gefertigt worden ist, findet sich auch Port de Sóller verzeichnet.
Historische Quellen deuten darauf hin, dass bereits zur Zeit der Krone von Aragon im 13. Jahrhundert Olivenöl zusammen mit anderen landwirtschaftlichen Produkten von Mallorca nach Nordafrika exportiert wurde. Mitte des 15. Jahrhunderts war das mallorquinische Olivenöl ein Produkt, das regelmäßig und kontinuierlich von der Insel exportiert wurde, insbesondere vom Hafen von Sóller aus.
Im Jahr 1395 ging König Johann I. von Aragon im Hafen von Sóller an Land und 1405 schiffte sich der Gouverneur Roger von Moncada in Sóller nach Barcelona ein. Im 14. Jahrhundert fand das Be- und Entladen der Schiffe noch nahe der Mündung des Muleta-(Noray)-Flusses statt und wurde später auf die andere Seite des Hafens verlegt. Hier befindet sich ein Felsen, der traditionell als Anlegestelle für San Raimundo de Peñafort angesehen wird und an dem 1443 einige Poller zum Festmachen der Schiffe installiert wurden. Port de Sóller erhielt 1399 von König Martin I. von Aragon das Privileg, Schiffe in seinem Hafen zu entladen. In den Jahren 1447 und 1470 wurde viel importiert, da die Insel einen Getreidemangel erlitt. Ab 1451 durften auch bewaffnete korsische Schiffe zum Handel den Hafen anfahren.

### Frühe Neuzeit

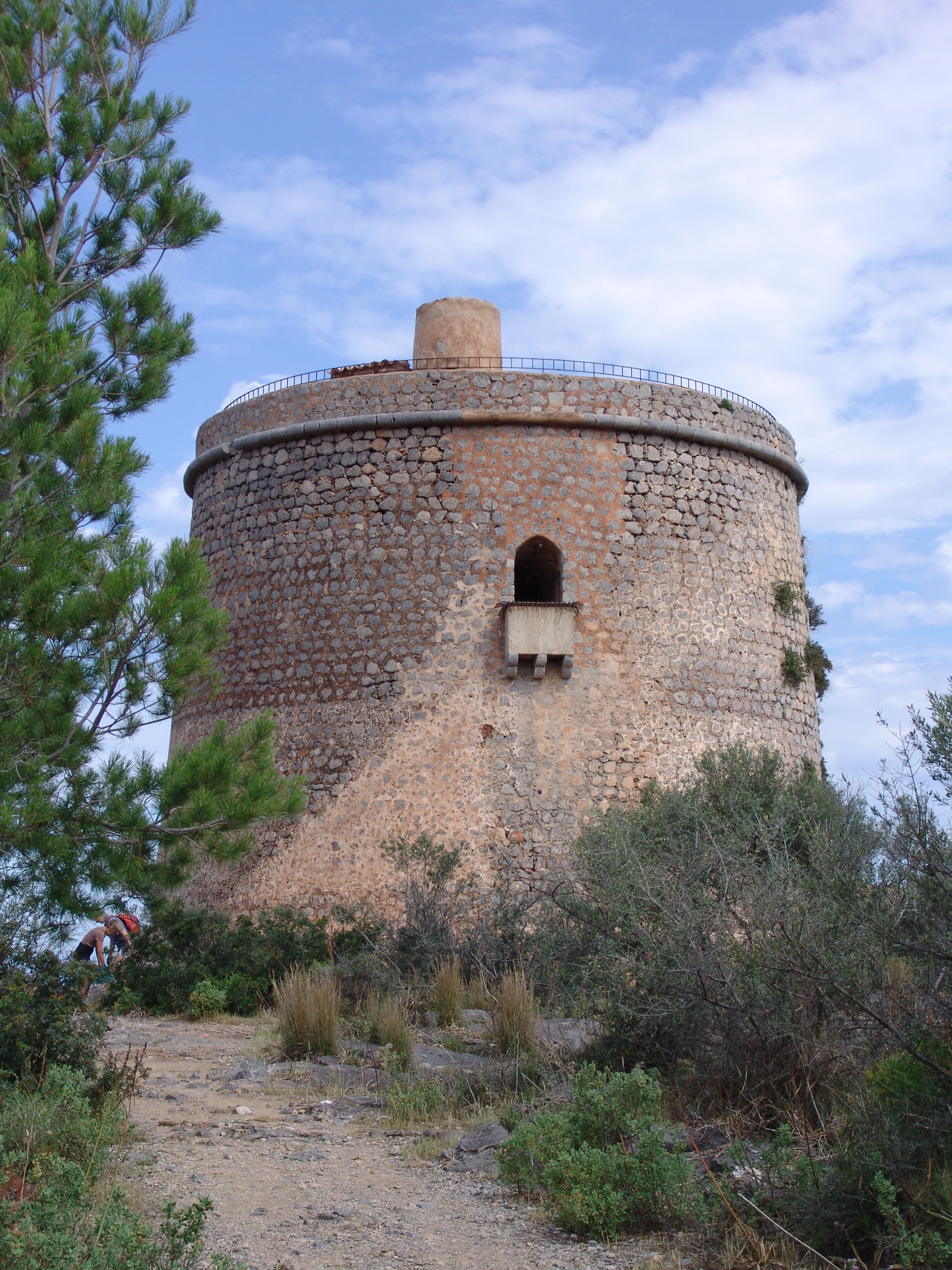
Torre Picada (erbaut Anfang des 17. Jahrhunderts)

Seit dem späten Mittelalter war Mallorca oft das Ziel nordafrikanischer Korsaren, die die Küstensiedlungen plünderten und deren Einwohner in die Sklaverei verkauften. Bei einem dieser Beutezüge wurde im Jahr 1542 das 1280 errichtete Gebäude der kleinen Kirche von Santa Caterina d’Alexandria zerstört. Die Kapelle wurde ab 1550 neu erbaut. Ein heute noch bekannter Angriff auf Port de Sóller fand Anfang Mai 1561 statt. Eine Flotte von 22 Galeeren lief von Algier kommend am 10. Mai Ibiza an, um Wasser aufzunehmen. So konnten die Mallorquiner benachrichtigt werden, dass der Angriff in Sóller beginnen würde. Der Generalkapitän von Mallorca, Guillem de Rocafull, sandte eine Benachrichtigung an den Kapitän von Sóller, Joan Angelats, sowie an die benachbarten Gemeinden Bunyola, Santa Maria und Alaró. In den frühen Morgenstunden des 11. Mai 1561 liefen die Galeeren die Bucht von Sóller an. Die etwa 1700 bis 1800 Mann starken Truppen des muslimischen Freibeuters Uludsch Ali (Otxali/Occhiali), nach der Seeschlacht von Lepanto (1571) als Kilic Ali Pascha bekannt, teilten sich. Eine Gruppe besetzte die Umgebung des Hafens, eine andere konnte unbemerkt ins Landesinnere vordringen und Beute und Gefangene machen. Unter der Führung des Kapitäns von Sóller (Capità de Sóller), Joan Angelats, wurden die Piraten noch am 11. Mai von den Sollerics mit der Unterstützung aus Bunyola, Santa Maria del Camí und Alaró bei Port de Sóller besiegt und zur Flucht gezwungen. Obwohl sie zwischen zwei Fronten gerieten, gelang es den Mallorquinern, den Hafen zurückzuerobern. Die zweite Piratengruppe musste deswegen ihre Beute zurücklassen und über die Klippen fliehen, wobei sie alle Gefangenen, vor allem Frauen und Kinder, die sie versklaven wollten, töteten. In Erinnerung an den Sieg wird noch heute Mitte Mai das Fest es Firó in Port de Sóller gefeiert. Bei diesem Moros y Cristianos wird besonders zweier Schwestern gedacht, welche die Korsaren töteten, die in ihr Haus eindrangen. Erst 53 Jahre später entstand der Wehrturm Torre Picada oberhalb der Bucht von Sóller. Der 1614 bis 1623 erbaute Turm war Teil der aus 85 Beobachtungs- und Wehrtürmen bestehenden Küstenverteidigung der Insel.
Sóller wurde immer wieder, so 1632, von berühmten Galeeren angefahren. Im Jahr 1642 kam eine Galeere mit Munition aus Genua und 1644 versteckten sich hier zwölf Galeeren, die von den Franzosen gejagt wurden. Als im Jahr 1652 ein katalanisches Schiff mit Stoffen anlandete, brachte dies die Pest nach Mallorca. Im Jahr 1690 wurden im Hafen sechshundert Weizenkörbe aus Savoyen entladen. Der Schiffsverkehr dürfte eine große Bedeutung gehabt haben, denn ein alter Hafenturm wurde mit Öl-Lampen in seinem Inneren bereits 1667 zu einem Leuchtturm gemacht. Weitere Hafeneinrichtungen der Verwaltung stammen aus dem 17. Jahrhundert, vor allem aber aus dem Ende des 18. und Anfang des 19. Jahrhunderts, dabei handelt es sich um Lazarette, Gesundheits- oder Konsignationsgebäude. In Port de Sóller befand sich das 1819 fertiggestellte Lazarett an der heutigen Straße zum Leuchtturm Cap Gros.
Aus Port de Sóller ist bekannt, dass es seit dem 16. Jahrhundert mehrere Werften gab. In der zweiten Hälfte des 19. Jahrhunderts widmeten sich diese dem Bau von Segelschiffen, den sogenannten Pailebots, die sehr geschätzt wurden.

### Orangenexporte (19. Jahrhundert)
Nachdem er am 1. März 1824 aus Cette abgefahren war, erreichte der französische Botaniker Jacques Cambessèdes Port de Sóller mit einem Schiff und unternahm zahlreiche Exkursionen ins Inselinnere, bevor er am 1. Mai nach Ibiza weiterfuhr, welches er am 3. Mai erreichte. Cambessèdes erkundete im Frühjahr 1824 auf Anregung von Jacques Gay und Alexander von Humboldt die Balearen und erstellte als erster ein floristisches Inventar der Inselgruppe.
Nachdem im Jahr 1837 die erste regelmäßige Schiffslinie Palma–Barcelona mit 40 Passagieren ihren Betrieb aufgenommen hatte, wurden ab 1855 weitere Reedereien gegründet, die Schiffsverbindungen nach Valencia, Ibiza, Maó und Alcúdia unterhielten. In Port de Sóller gab es eigene Reedereien, die insbesondere die Häfen in Frankreich bedienten.
Vom 17. bis zum 19. Jahrhundert entwickelte sich das Tal von Sóller zu einem wichtigen Anbaugebiet für Obst, Gemüse und Zitrusfrüchte. Schon 1774 wurde Port de Sóller gestattet, Apfelsinen und Zitronen ins Ausland zu exportieren, was zur Grundlage eines florierenden Anbaus von Zitrusfrüchten im Tal von Sóller wurde.

Nach der Französischen Revolution gab es viele französische Einwanderer, die daran interessiert waren, den Obsthandel in ihre Heimat zu organisieren. Neben Orangen und Zitronen wurden vor allem Mandeln, Feigen und Oliven per Seetransport nach Frankreich exportiert. Der direkte Seehandel mit Frankreich war zu dieser Zeit einfacher und umfangreicher als der landbasierte Handel mit dem Rest Mallorcas. Am 28. November 1826 erließ König Ferdinand VII. ein Dekret, in dem es heißt: „Königliche Anordnung, die nur den Hafen von Palma auf Mallorca für den ausländischen Handel bei der ersten Einfuhr und die Häfen von Alcudia und Soller für die Ausfuhr und Kabotage zulässt.“
Die landwirtschaftlichen Produkte der Region wurden über den Hafen von Sóller bis in die französischen Häfen von Cette und Marseille in Frankreich und auf das spanische Festland verschifft. Die Wichtigkeit des Hafens ergab sich aus der Abgeschiedenheit der Lage Sóllers an der Nordwestküste, durch den Gebirgszug der Serra de Tramuntana von den übrigen Teilen der Insel Mallorca abgeschnitten. Der Rückgang der Orangenexporte von Port de Sóller nach Frankreich führte zu einer Krise im Sektor der Zitrusfrüchte. Der Rückgang begann 1860 mit einem Ernteausfall aufgrund einer Plage, in deren Folge viele Bauern in den Konkurs gezwungen wurden. Der Niedergang erreichte 1880–1881 seinen kritischsten Punkt, weil die Produktion in eine Situation der Stagnation geriet.
Damals begann ein paralleler Auswanderungsprozess nach Frankreich, nicht etwa, um mit der Obstproduktion von Sóller zu handeln, die in einer schweren Krise steckte, sondern als Folge der sozioökonomischen Schwierigkeiten, welche das Leben in Sóller mit sich brachte. So gab es bereits im Jahr 1885 in Béziers in Südfrankreich zahlreiche Kolonien ehemaliger Bewohner der Region Sóller. Dabei ist zwischen zwei Arten der Auswanderung zu unterscheiden: a) jene, die aufgrund der Krise der Zitrusfrüchteexporte vorübergehend zur Stärkung des Orangenverkaufs in den südfranzösischen Häfen Cette, Marseille, Saintes, Hyères und Béziers auswanderten und b) jene, die sich dauerhaft und langfristig niederließen, um spezialisierte Obst- oder Lebensmittelgeschäfte, Cafés, Bars, Restaurants und später auch Großhandlungen zu eröffnen. Die Auswanderung dauerte bis in die 1930er-Jahre und führte auch nach Mittelamerika, insbesondere Puerto Rico.

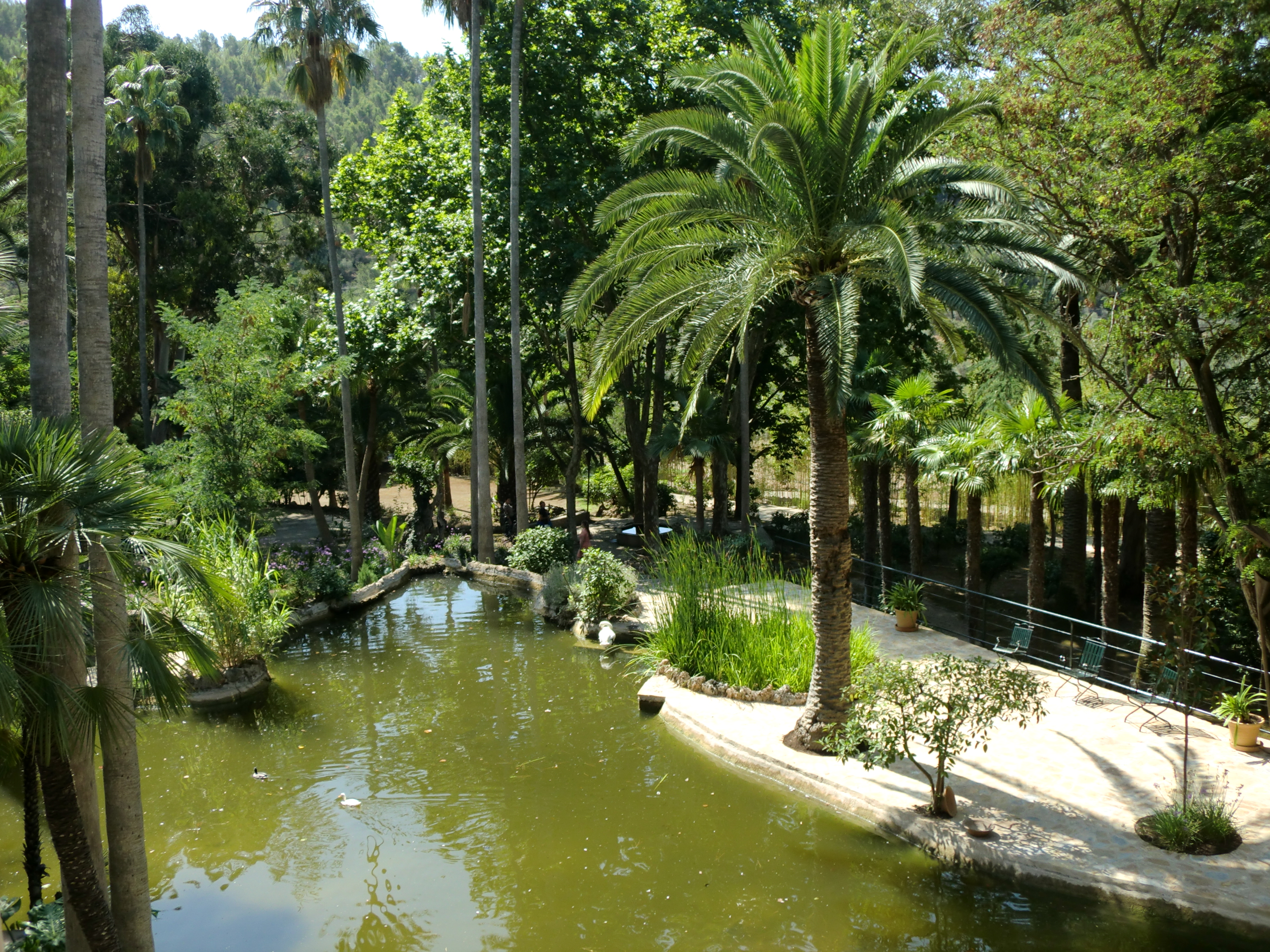
Jardines de Alfàbia, 2011

Im Jahr 1860 ging die spanische Königin Isabella II. (1830–1904) in Port de Sóller an Land, um die arabischen Gärten von Alfàbia (Jardines De Alfàbia) zu besuchen, die zwischen Bunyola und Sóller gelegen, zu den schönsten Mallorcas gehören. Aufgrund des beschwerlichen Weges musste sie im Landhaus der Gärten übernachten. Ein Teil des Gartens heißt seither „Kleiner Garten der Königin“ (Jardinet de la Reina).
Im Dezember 1892 und im Frühjahr 1893 besuchte die Kaiserin Elisabeth von Österreich-Ungarn (1837–1898), besser bekannt als „Sisi“, mit ihrer Yacht Miramar ihren Cousin Erzherzog Ludwig Salvator auf Mallorca. Dabei feierten sie 1892 Weihnachten zusammen. Sie fuhr am 1. Februar 1893 mit ihrer Yacht bis Port de Sóller und über Land weiter nach Sóller. Nachdem die Reisegesellschaft am 2. Februar einen Bergpass überquert hatte, erreichten sie die arabischen Gärten von Alfàbia. Der Rückweg führte wieder nach Sóller, wo sie sich bei einem Stop eine Volkstanzdarbietung ansahen. Darauf brachte die Yacht Sisi und ihren Cousin von Port de Sóller zu den Höhlen von Artà. Anschließend fuhren sie weiter nach Menorca, von wo aus der Erzherzog nach Mallorca zurückkehrte.
Am Ende des 19. Jahrhunderts richteten mehrere Häfen, nach dem Vorbild Palmas, regelmäßige wöchentliche oder zehntägliche Linien ein. Von Sóller gab es Verbindungen mit Ciutadella, Ibiza/Eivissa, Barcelona, Marseille und Cette, letztere bis 1928.

### 20. Jahrhundert
Der Pädagoge Miguel Porcel y Riera (1869–1933) veranstaltete im August 1901 ein Schullager in Port de Sóller. Der deutsche Geograph Hans Praesent (1888–1946) fertigte 1909 und 1910 Fotoaufnahmen von Port de Sóller an, die in der Deutschen Fotothek in Dresden erhalten sind.

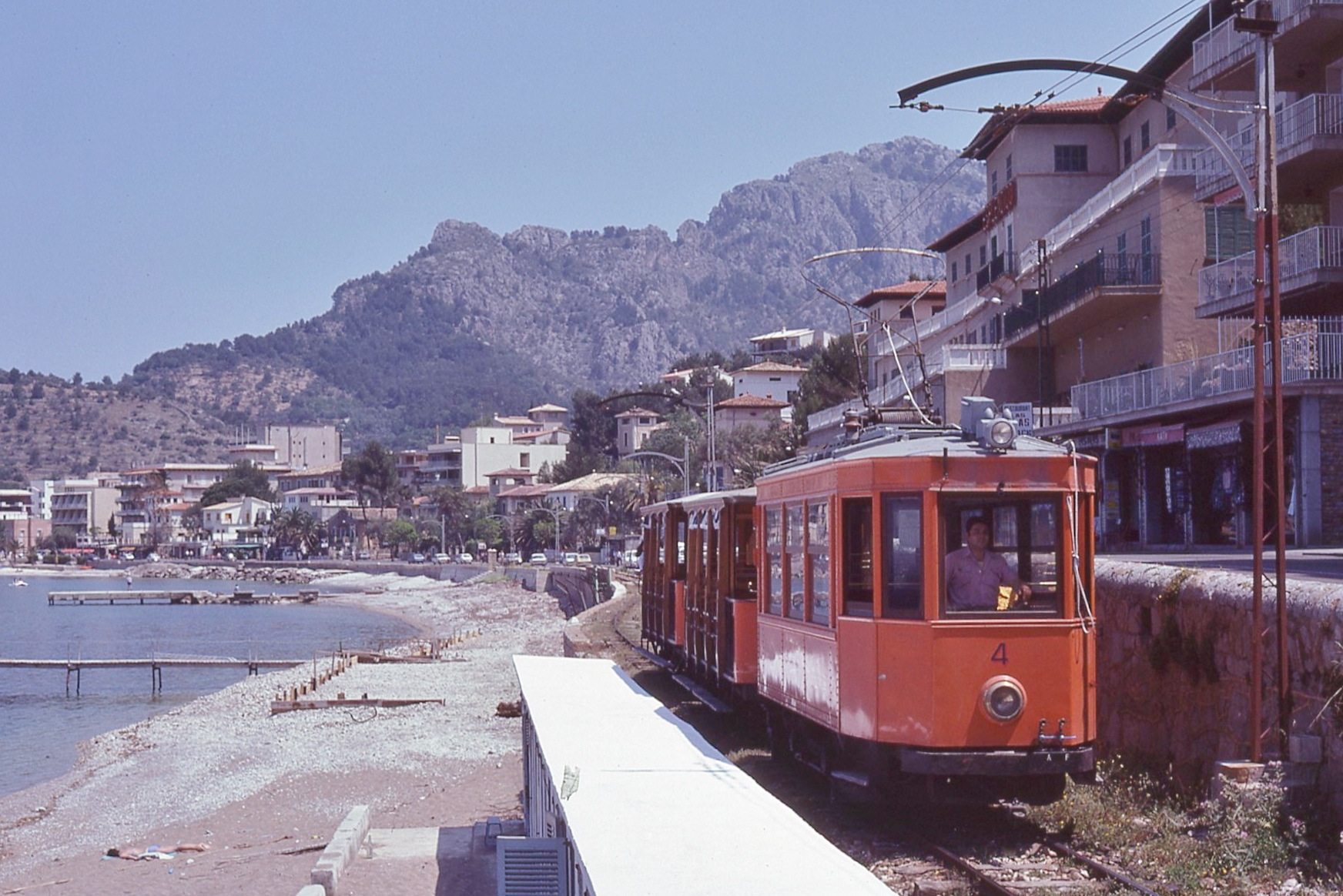
Ein von der früheren Straßenbahn Bilbao übernommener Triebwagen in Port de Sóller, 1979

Mit dem Bau der Sóller-Eisenbahn (Tren de Sóller) von 1905 bis 1912 wurde der Norden stärker von südlicher Seite her erschlossen. Sie wurde am 16. April 1912 eingeweiht und diente neben der Personenbeförderung vor allem dem Transport der landwirtschaftlichen Erzeugnisse Sóllers in die Inselhauptstadt Palma. Der Nachteil des verringerten Frachtaufkommens für den Hafen nach Fertigstellung der Bahnverbindung wird heute durch eine andere Baumaßnahme der damaligen Zeit mehr als ausgeglichen. Die am 11. Oktober 1913 eingeweihte Straßenbahnverbindung (Tramvia de Sóller) vom Bahnhof in Sóller nach Port de Sóller ist eine Touristenattraktion, die einzigartig auf den Balearischen Inseln ist. Sie ermöglichte bereits kurz nach ihrem Bau Schiffstouristen, die in Palma anlandeten, eine Tagestour, die per Zug nach Sóller führte, dann mit der Straßenbahn weiter nach Port de Sóller und mit einem Überlandbus über Valldemossa zurück nach Palma. Die neue Linie nach Sóller war von Anfang an profitabel. Zwischen 1914 und 1926 hatte sie eine mittlere Auslastung von 65 %.
Der Fotograf Josep Truyol Otero (1868–1949) drehte eine Reihe von Dokumentarfilmen mit dem Titel „Ausflüge auf Mallorca“, von denen jener „Von Palma bis nach Port de Sóller“ erhalten ist. Er wurde 1913 gedreht und zeigt Szenen der Einweihung der Straßenbahn von Sóller und ihre Strecke.
Im Jahr 1929 gab es in Port de Sóller 2 Hotels, 1935 bereits 7. Dies lag wohl daran, dass zu Beginn des 20. Jahrhunderts der Hafen in touristischer Hinsicht gegenüber Sóller bevorzugt wurde.
Während des Spanischen Bürgerkrieges kam es am 19. Dezember 1936 und am 26. März 1937 zu Beschuss von Schiffen aus, jedoch ohne nennenswerte Schäden. Beide Angriffe galten Sóller, allerdings wurde beim zweiten Mal irrtümlicherweise Deià beschossen. Die Nationalisten richteten in Port de Sóller einen Hafenstützpunkt ein, um den U-Booten der nationalspanischen Marine und ihren italienischen Kollegen, die sie im Bürgerkrieg unterstützten, Schutz und Versorgung zu bieten. Für seine Gründung enteignete die Marine das Land des ehemaligen Kommandanten, des Zoll, die Kasernen der Polizei, das Kloster der Nonnen von Santa Catalina de Alejandria, die öffentliche Schule und mehrere andere Gebäude und Grundstücke. Neben zwei U-Booten waren in Port de Sóller auch andere Kriegsschiffe stationiert, wie das Torpedoboot N2-17, ein Schlepper und ein Lotsenboot. Im Jahr 1941 wurde der Stützpunkt in eine Unterwasserwaffenschule Bustamante umgewandelt und zwei Jahre später in „Marinestation von Sóller“ umbenannt. Hier war eine Besatzung von 460 Matrosen stationiert, weiterhin eine Kompanie von 150 Marinesoldaten sowie die Unterwasserwaffenschule mit ihren 200 Auszubildenden. Die erste Überdruckkammer, die es auf Mallorca gab, wurde in der Krankenstation der Marinestation von Sóller zur frühzeitigen Behandlung von Unfällen installiert.
Nach dem Ende des Bürgerkriegs blieben die militärischen Anlagen auf Kais erhalten. Da die Besetzung während des Krieges ohne die entsprechenden Formalitäten stattfand, wurde nachträglich ein Dokument erstellt, das die de facto bestehende Situation offiziell anerkannte. Bescheidene Arbeiten wurden als Maßnahmen für den Handelsverkehr um 1950 durchgeführt. Ob der Hafen durch seine Militarisierung oder aus anderen wirtschaftlichen Gründen seine traditionelle kommerzielle Bedeutung verlor, ist unklar. In der Folgezeit reduzierte sich der Personenverkehr auf den rein lokalen Verkehr und der Güterverkehr auf wenige Schiffe pro Jahr. Seit 1975 wird der Güterverkehr nicht mehr über Port de Sóller, sondern über andere Häfen vor allem Palma und Andratx abgewickelt.
Während eines Manöver unmittelbar vor der Küste von Port de Sóller kam es am 27. Juni 1946 zu einem katastrophalen Zusammenstoß des U-Boots C-4 mit dem Zerstörer Lepanto, in dessen Folge das U-Boot sank. Die gesamte Besatzung von 44 Personen kam dabei um.
Die Anbindung Port de Sóllers über das Inland wurde mit dem am 10. Oktober 1989 begonnenen Bau des Sóller-Tunnel, der 4,5 Milliarden Peseten kostete und nach langen Verzögerungen 1999 eingeweiht wurde, weiter verbessert. Die langwierige Fahrt über die 63 Haarnadelkurven des Coll de Sóller kann damit vermieden werden.

### 21. Jahrhundert

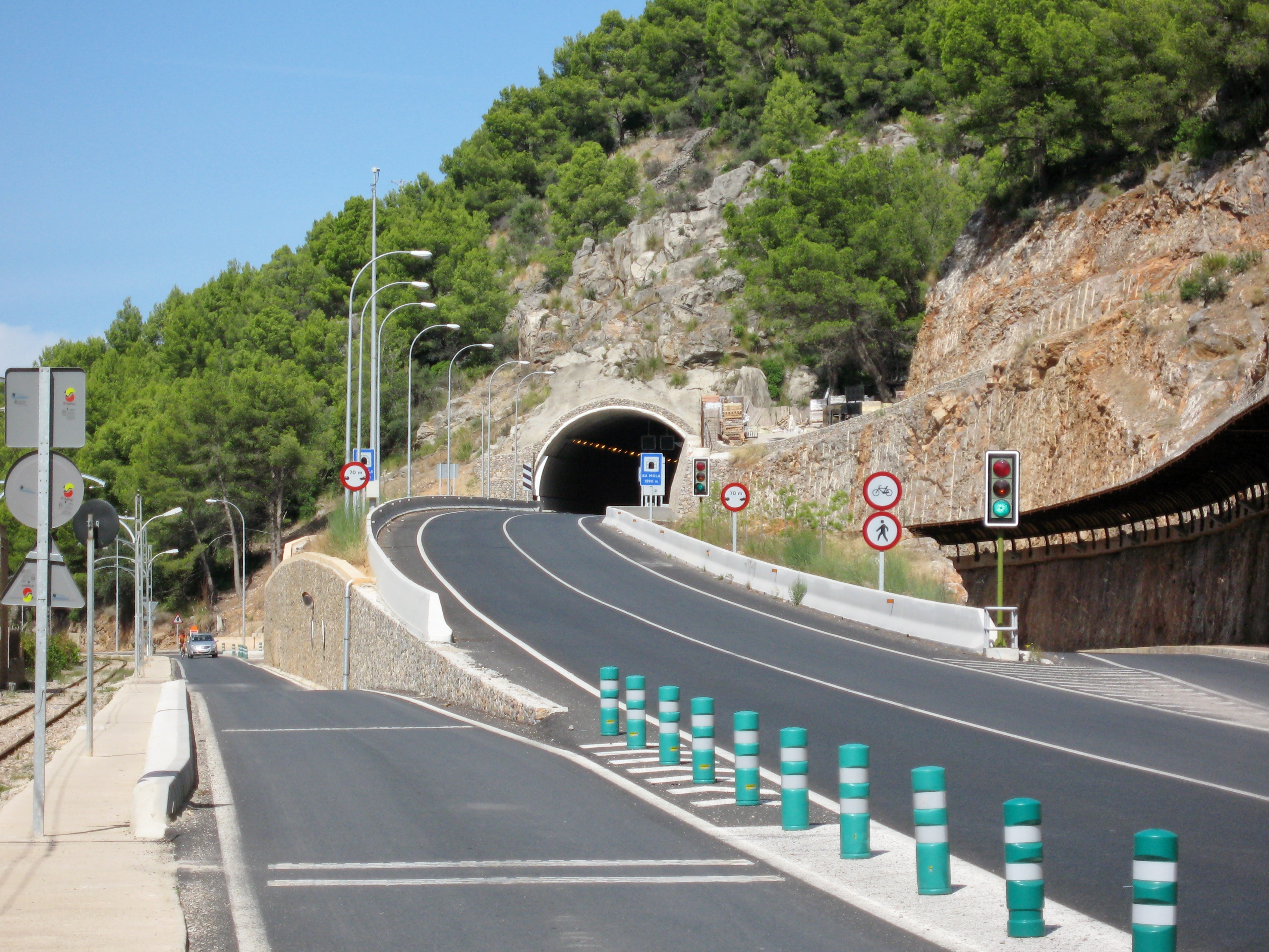
Drei Wege nach Port de Sóller, oben der Túnel de la Mola, 2008

Der überwiegende Teil der Gebäude in Port de Sóller wurde nach dem Jahr 1990 errichtet.
Im Jahr 2006 wurden die Gebäude des Marine-Hauptquartiers weggerissen, um Platz für eine Hafenerweiterung zu schaffen. Damit wurden die letzten Reste der Militarisierung des Hafens während des Spanischen Bürgerkrieges rückgängig gemacht.
Am 24. Februar 2007 wurde der 1329 Meter lange Túnel de sa Mola eröffnet, der für 21,5 Millionen Euro unter dem 156,83 Meter hohen Berg Puig de sa Mola zur Entlastung der alten Straße angelegt worden war, um den Verkehr direkt in den nördlichen Teil des Ortes zu führen.
Erst der Abschluss des Tunnelbaus entlastete die Promenade so vom Autoverkehr, dass eine Umwandlung in eine Fußgängerzone möglich wurde. Die mehr als 2 Millionen Euro teure Umgestaltung dauerte bis 2012. Neben Sandaufschüttungen wurden auch die Schienen der Straßenbahn, die vorher direkt am Meer entlang verliefen, um mehrere Meter landeinwärts versetzt.
Immer wieder halten sich überregional bekannte Persönlichkeiten in Port de Sóller auf: Bei den Dreharbeiten zu Cloud Atlas im Jahr 2011 soll Halle Berry eine Immobilie am Hafen erworben haben. Im Jahr 2015 kaufte auch Chelsea Handler ein Haus im Hafenbereich und ließ es sanieren. In den Jahren 2017 und 2018 hielt sich Michelle Obama, die Frau des ehemaligen US-Präsidenten, während ihres Sommerurlaubs in dem Hafenort auf.

### Einwohnerentwicklung
Der zur Gemeinde der nahen Kleinstadt Sóller gehörende Ort hat 2548 Einwohner (Stand: 2019), womit in Port de Sóller etwa 18,6 % der Einwohner des Gemeindegebietes leben. Die Zahl der Einwohner seit dem Jahr 2000 schwankt mit einem Höhepunkt im Jahr 2010. Im Jahr 1887 hatte der Ort 278 Einwohner.
| Jahr | Einwohner |
| ---- | --------- |
| 2000 | 2343      |
| 2001 | 2423      |
| 2002 | 2543      |
| 2003 | 2650      |
| 2004 | 2468      |

| Jahr | Einwohner |
| ---- | --------- |
| 2005 | 2547      |
| 2006 | 2667      |
| 2007 | 2724      |
| 2008 | 2837      |
| 2009 | 2885      |

| Jahr | Einwohner |
| ---- | --------- |
| 2010 | 2902      |
| 2011 | 2909      |
| 2012 | 2903      |
| 2013 | 2971      |
| 2014 | 2792      |

| Jahr | Einwohner |
| ---- | --------- |
| 2015 | 2747      |
| 2016 | 2749      |
| 2017 | 2752      |
| 2018 | 2694      |
| 2019 | 2548      |

| Jahr | Einwohner |
| ---- | --------- |
| 2020 | 2154      |
| 2021 | 2443      |
| 2022 | 2438      |
| 2023 | 2435      |
| 2024 |           |

## Kultur und Sehenswürdigkeiten

### Kirchen

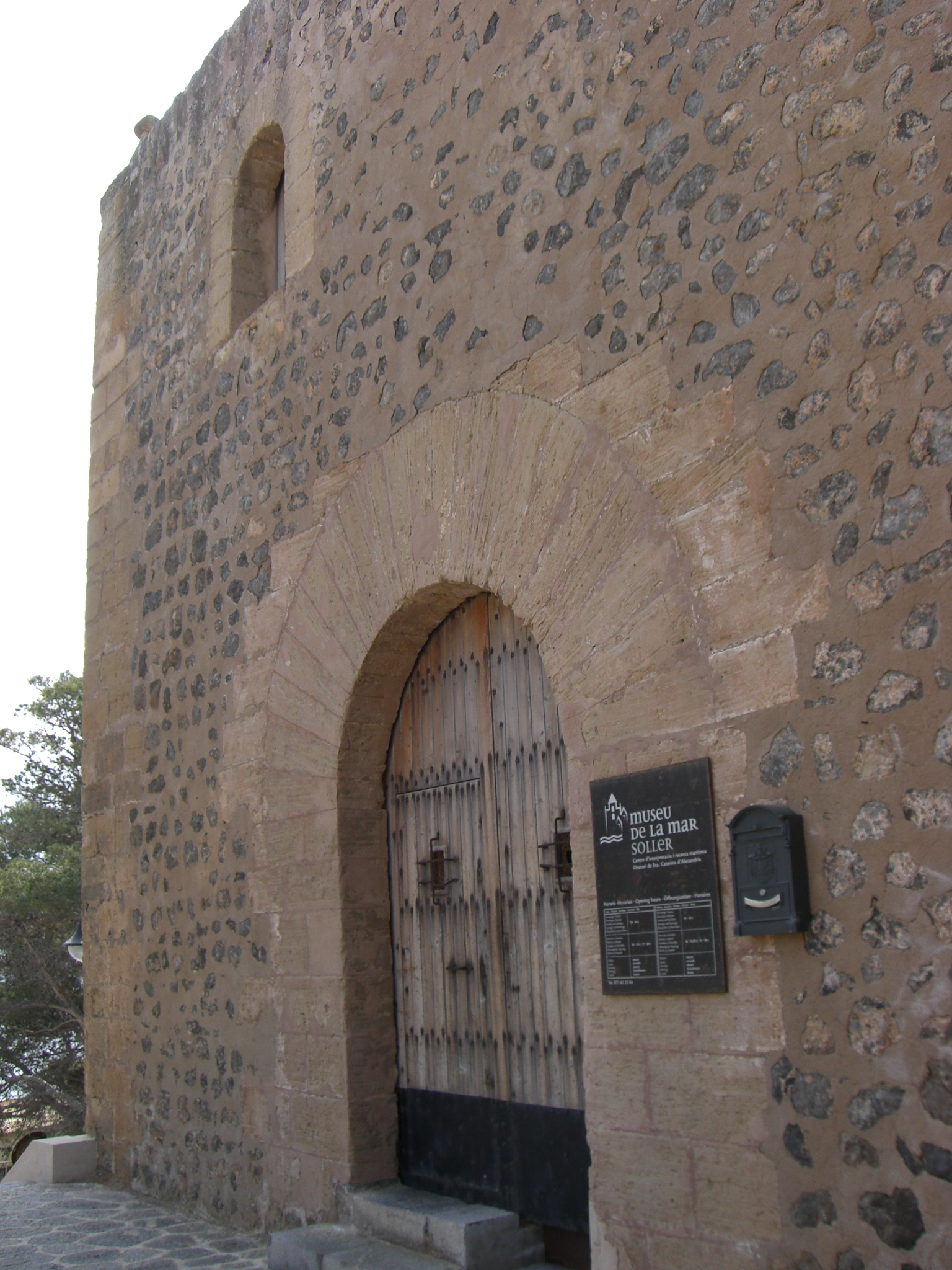
Kapelle Santa Caterina, heute: Museu de la Mar

Die Parròquia de Sant Ramon de Penyafort („Pfarrkirche des Heiligen Raimund von Penyafort“) des Ortes Port de Sóller befindet sich in der Carrer Canonge Oliver 14. Sie wurde zwischen 1938 und 1943 erbaut. Ab 1961 erfolgte eine Erweiterung mit dem 1964 entstandenen Glockenturm. Der hölzerne Renaissance-Altar aus dem 17. Jahrhundert stand vor der Errichtung der Pfarrkirche im Oratori de Sant Ramon de Penyafort. Er ist der Heiligen Katharina von Alexandrien gewidmet. Das kleine Altarbild der Heiligen wurde 1574 von dem Zimmermann Llucià Arbona und dem Maler Mateu López für das Oratori de Santa Caterina d’Alexandria geschaffen.
Das Oratori de Sant Ramon de Penyafort („Oratorium (Kapelle) des Heiligen Raimund von Penyafort“), das Mitte des 17. Jahrhunderts in klassizistischem Stil erbaut wurde, verdankt seine Entstehung den Spenden der Fischer des Ortes und einer Legende. Nach dieser soll der Heilige das Mittelmeer von Port de Sóller nach Barcelona auf seiner Capa (mittelalterlicher Mantel) überquert haben, nachdem ihm von König Jaume I. die Rückkehr aufs Festland verwehrt wurde. Das weiß getünchte Gebäude mit einem Tonnengewölbe auf rechteckigem Grundriss wurde 1936 als Kirchenbau geschlossen. Das Altarbild der Kapelle befindet sich heute in der Pfarrkirche von Port de Sóller.
Das ehemalige Oratori de Santa Caterina d’Alexandria („Oratorium der Heiligen Katharina von Alexandrien“) wird heute als Museum genutzt. Die Kapelle Santa Caterina d’Alexandria, oder kastilisch Santa Catalina de Alejandría, stammt aus dem Jahr 1550. Original erhalten sind der Glockenturm, die Fenster und das Portal. Der Vorgängerbau von 1280 fiel 1542 einem muslimischen Piratenüberfall zum Opfer.

### Museen
Das Meeresmuseum Museu de la Mar des Ortes an der Carrer Oratori de Santa Caterina d’Alexandria oberhalb des Hafenviertels zeigt Ausstellungsstücke zum Schiffbau und der Geschichte von Sóller in seiner Abhängigkeit vom Meer. Man richtete es im Gebäude der Kapelle Santa Caterina ein, die im 16. Jahrhundert nach der Zerstörung des alten Bauwerks von 1280 neu errichtet wurde. Neben Ausstellungen werden in dem am 24. August 2004 eröffneten Museum auch klassische Konzerte aufgeführt.

### Bauwerke

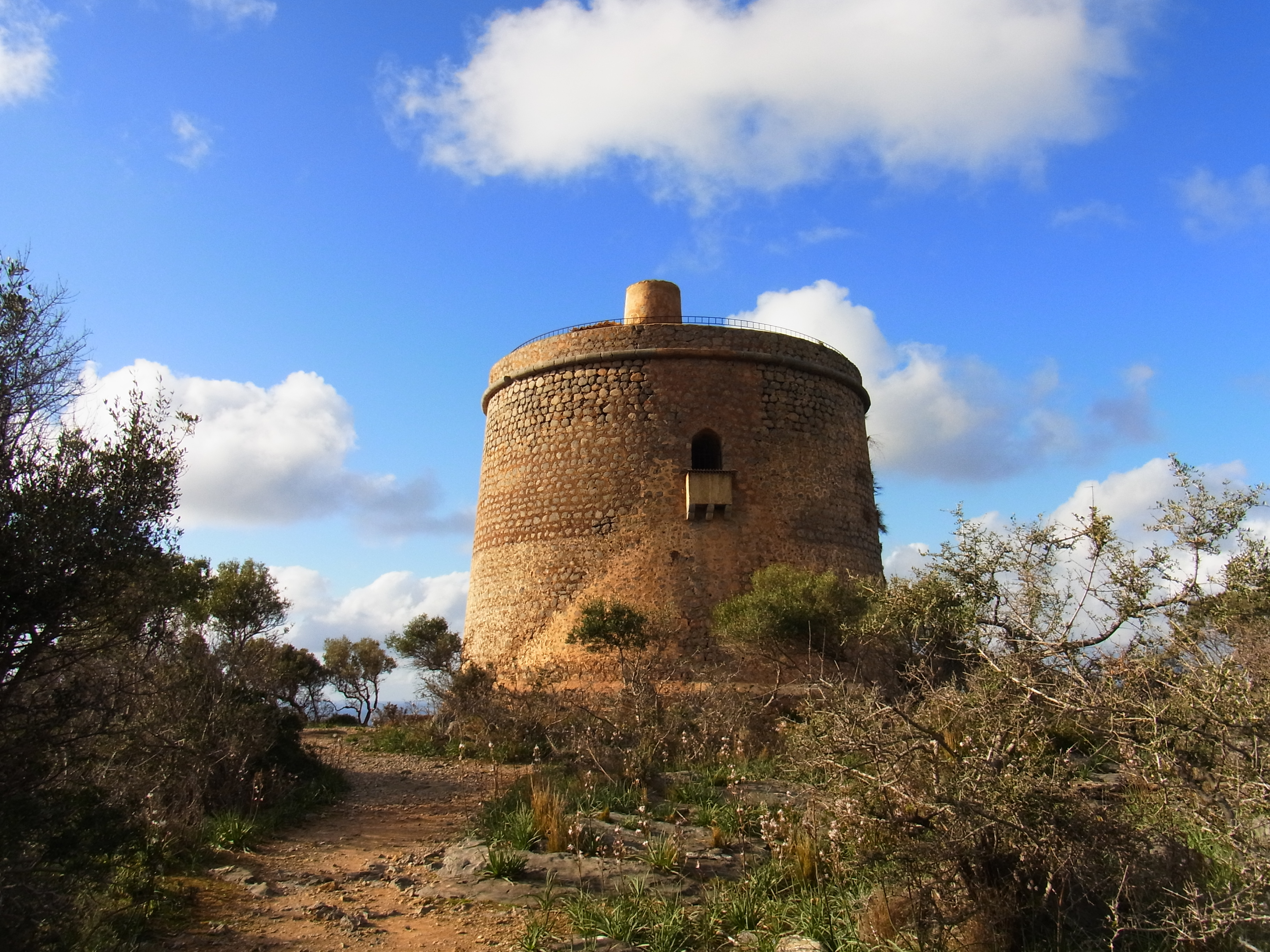
Torre Picada
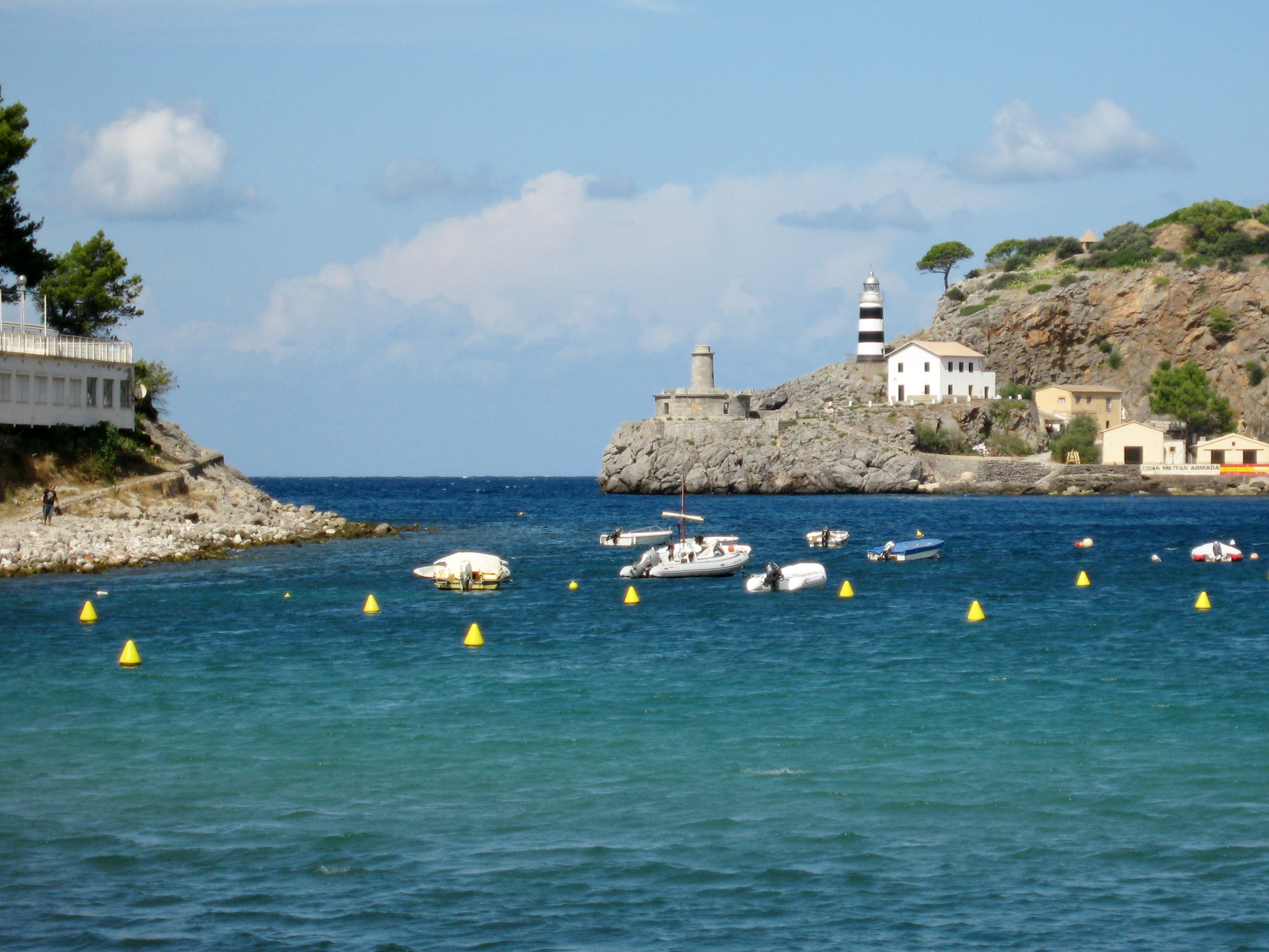
Far de Bufador / Far de sa Creu
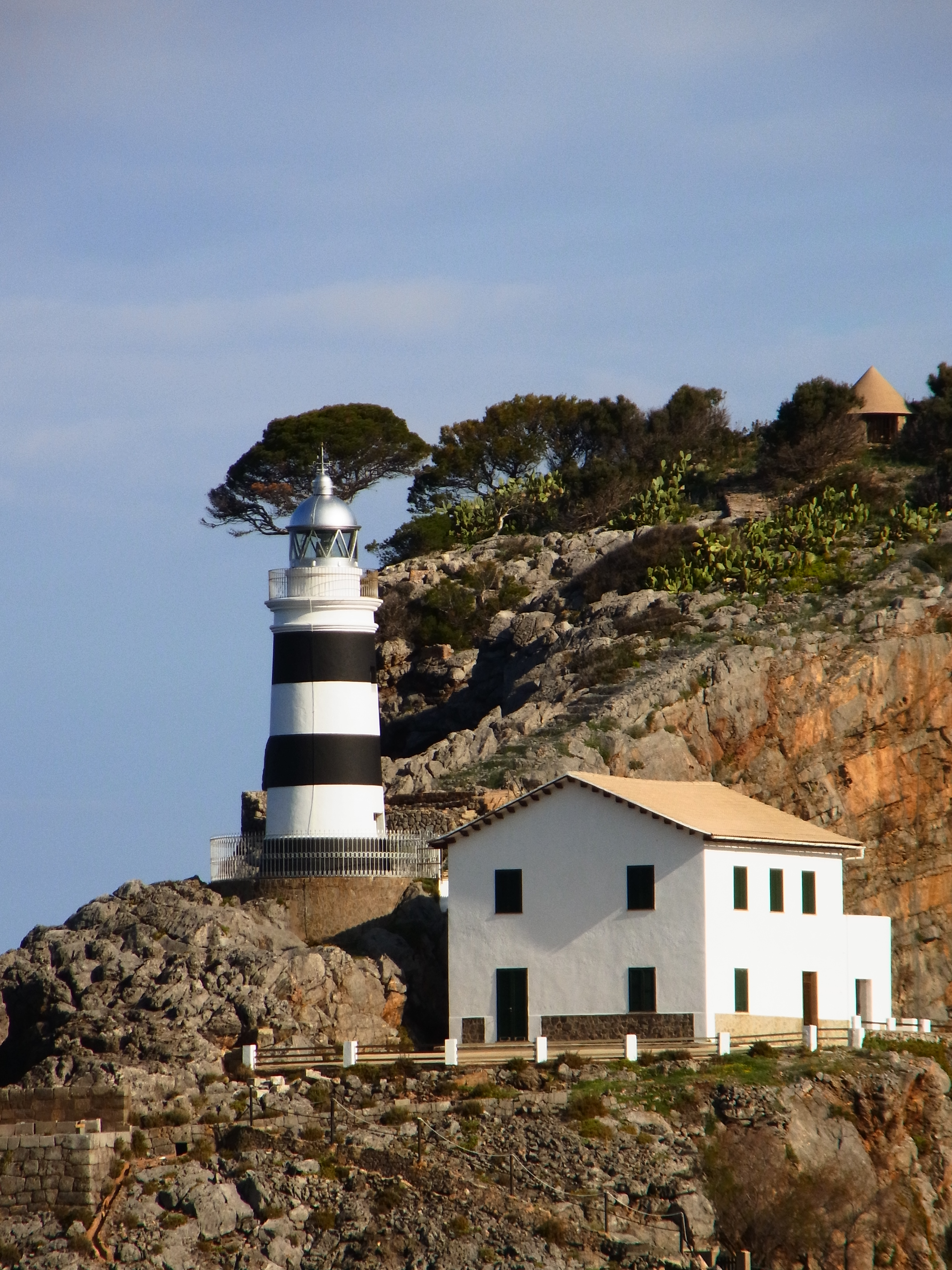
Far de sa Creu
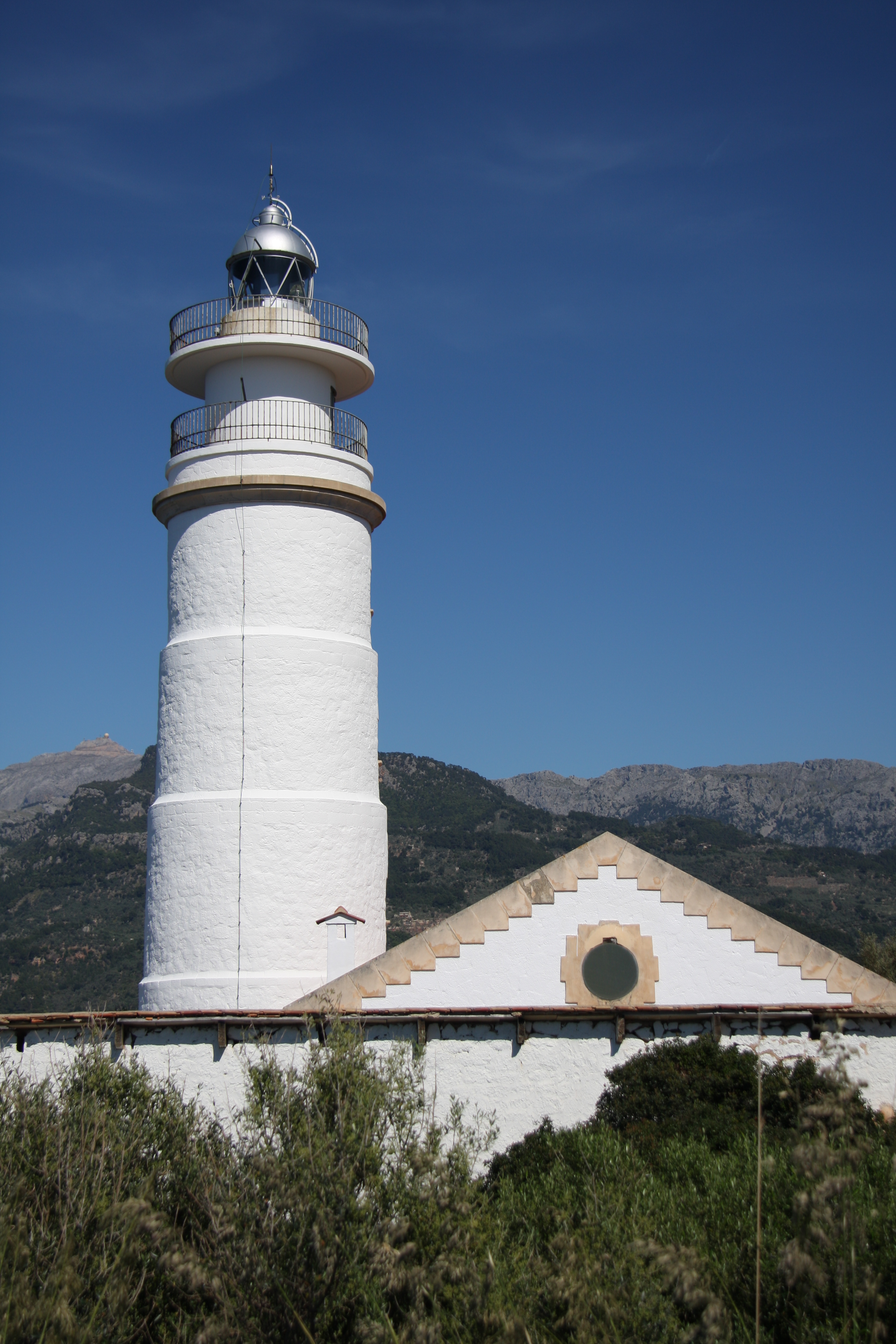
Far de Cap Gros
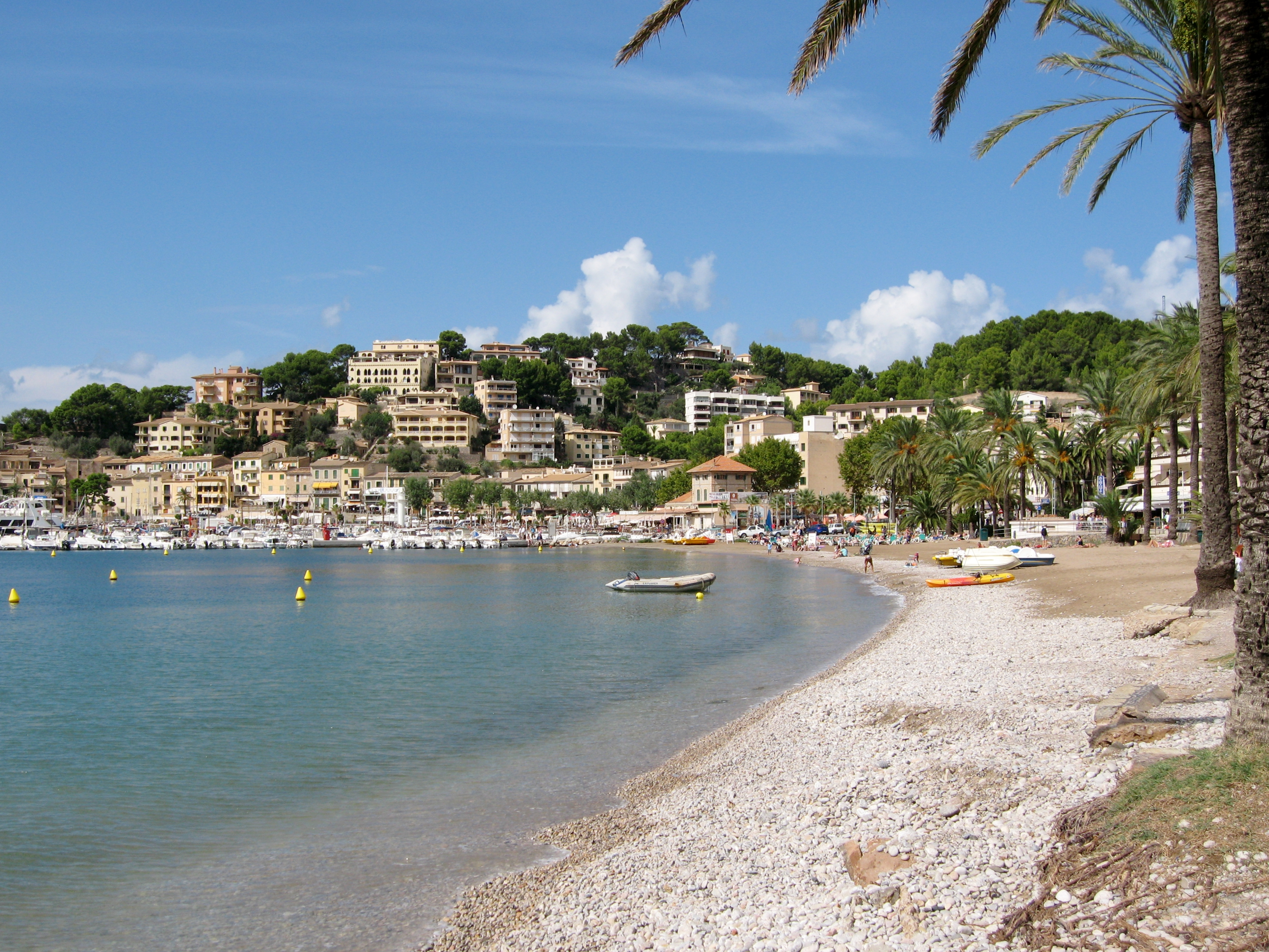
Platja des Través

Der von 1614 bis 1623 entstandene Wehrturm Torre Picada war Teil eines Abwehrsystems aus 85 Türmen entlang der Küste Mallorcas, die zu Beobachtungs- und Verteidigungszwecken gegen die Übergriffe nordafrikanischer Piraten (Korsaren) in Sichtverbindung zueinander errichtet wurden. Er zählt mit seiner Höhe von rund 11 Metern und fast gleichem Durchmesser zu den größeren Anlagen dieser Art. Da er sich heute in Privatbesitz befindet, kann er von Besuchern nicht bestiegen werden.
Die Reste des Far de Bufador stehen an der nordöstlichen Hafeneinfahrt. Der Leuchtturm von Bufador war der in den Jahren 1862 bis 1864 erbaut worden. Seinen Zweck übernahm ab 1930 der Far de sa Creu, der alte Far de Bufador ist seitdem außer Betrieb.
Der Far de sa Creu steht oberhalb des älteren Leuchtturms von Bufador auf der Punta de sa Creu. Er wurde von 1928 bis 1930 errichtet und hat eine Reichweite von 18 Seemeilen. Der Turm wurde vom „Vater“ der Leuchttürme der Baleareninseln, Emili Pou y Bonet (1830–1888), entworfen und genehmigt.
Der Leuchtturm Far del Cap Gros an der Westseite der Hafeneinfahrt (39° 47′ 50″ N, 2° 40′ 53″ O) bildet das Pendant des Far de sa Creu und ist wie dieser noch in Betrieb. Als ältester der drei Leuchttürme wurde er zwar schon 1842 vollendet, er leuchtet aber erst seit 1859. Seine Reichweite beträgt 13 Seemeilen.

### Strände

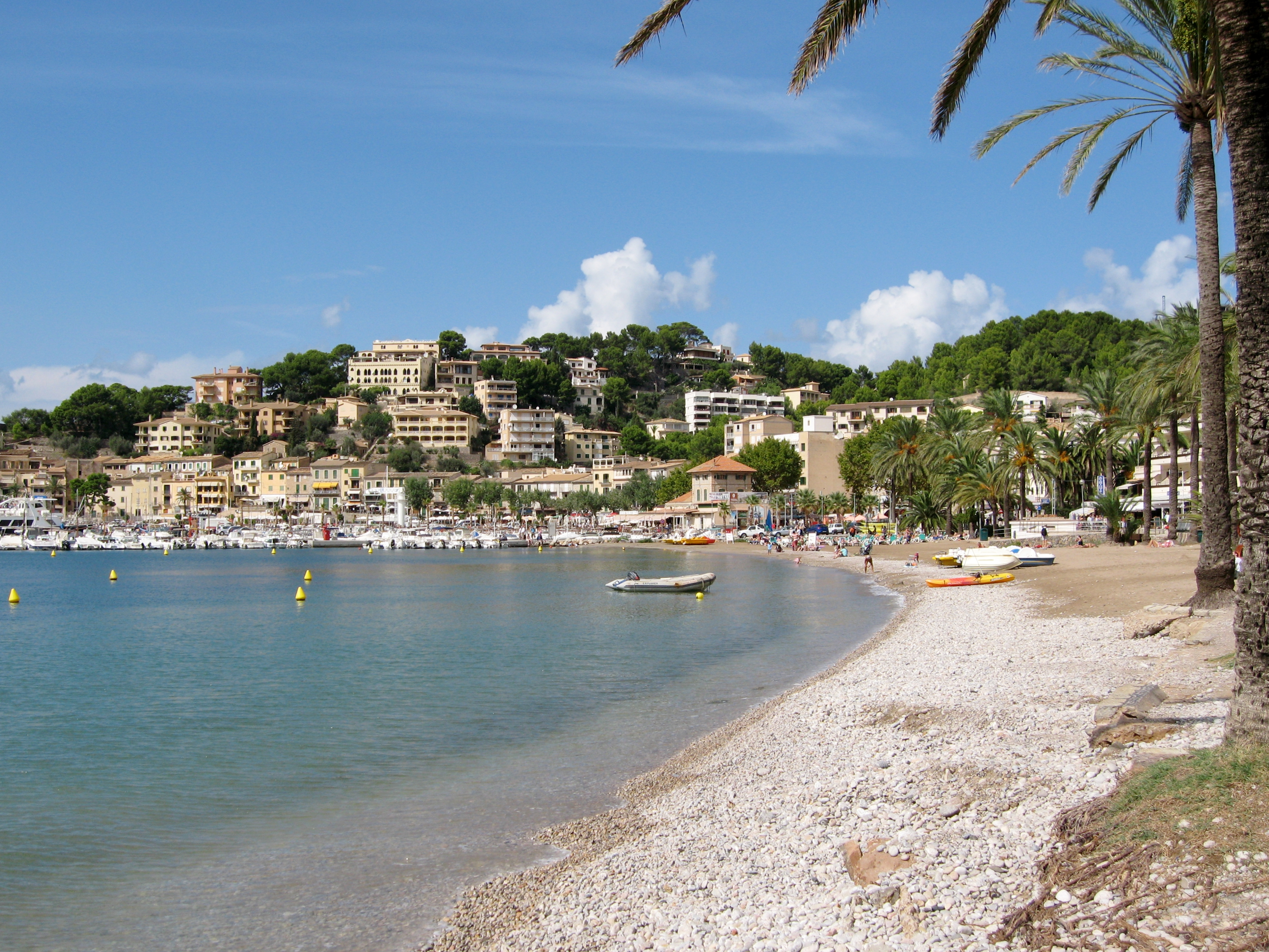
Platja des Través

Die Platja des Través ist ein etwa 610 Meter langer und 15 Meter breiter Strand entlang der Uferstraße Passeig des Través südlich des Hafenbereiches von Port de Sóller. Er besteht aus grobem Sand. Badezone und Schiffsverkehr sind durch Bojen voneinander getrennt. Am südlichen Strandabschnitt, vor der Mündung des Sturzbaches Torrent Major, befinden sich unmittelbar hinter dem Strand die Gleise der Straßenbahn nach Sóller.

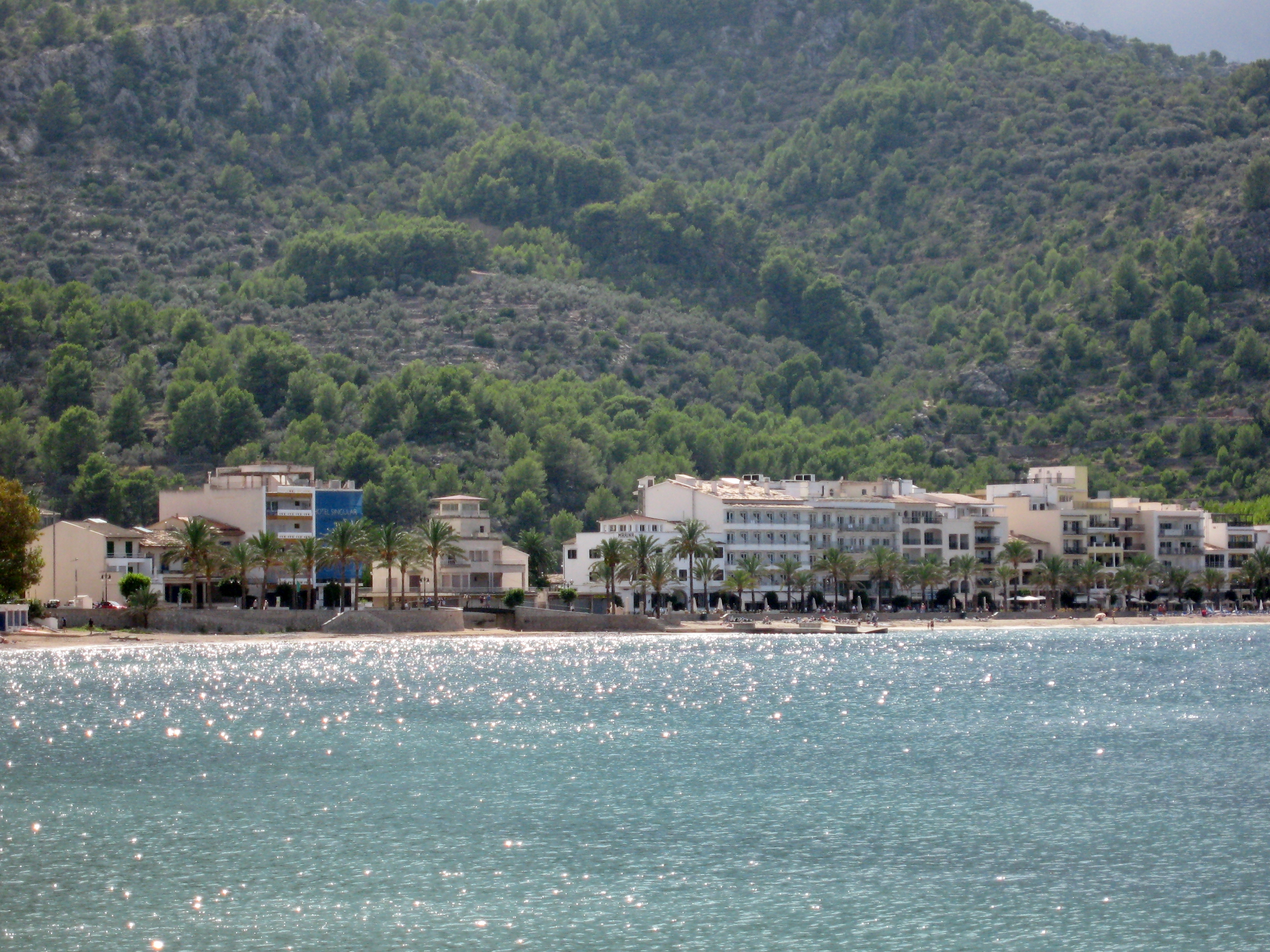
Platja den Repic

Die Platja den Repic als südwestlicher Ortsstrand ist etwa 350 Meter lang und bis zu 30 Meter breit. Vom Platja des Través ist er durch die Mündung des Torrent Major und der dortigen Mole getrennt. Hinter der Strandpromenade Passeig de sa Platja befinden sich Hotelgebäude und Gaststätten.
Beide Ortsstrände nehmen den östlichen bzw. südlichen Bereich der Badia de Sóller (‚Bucht von Sóller‘) ein. Sie werden bewirtschaftet und sind in der Saison stark frequentiert.

### Regelmäßige Veranstaltungen

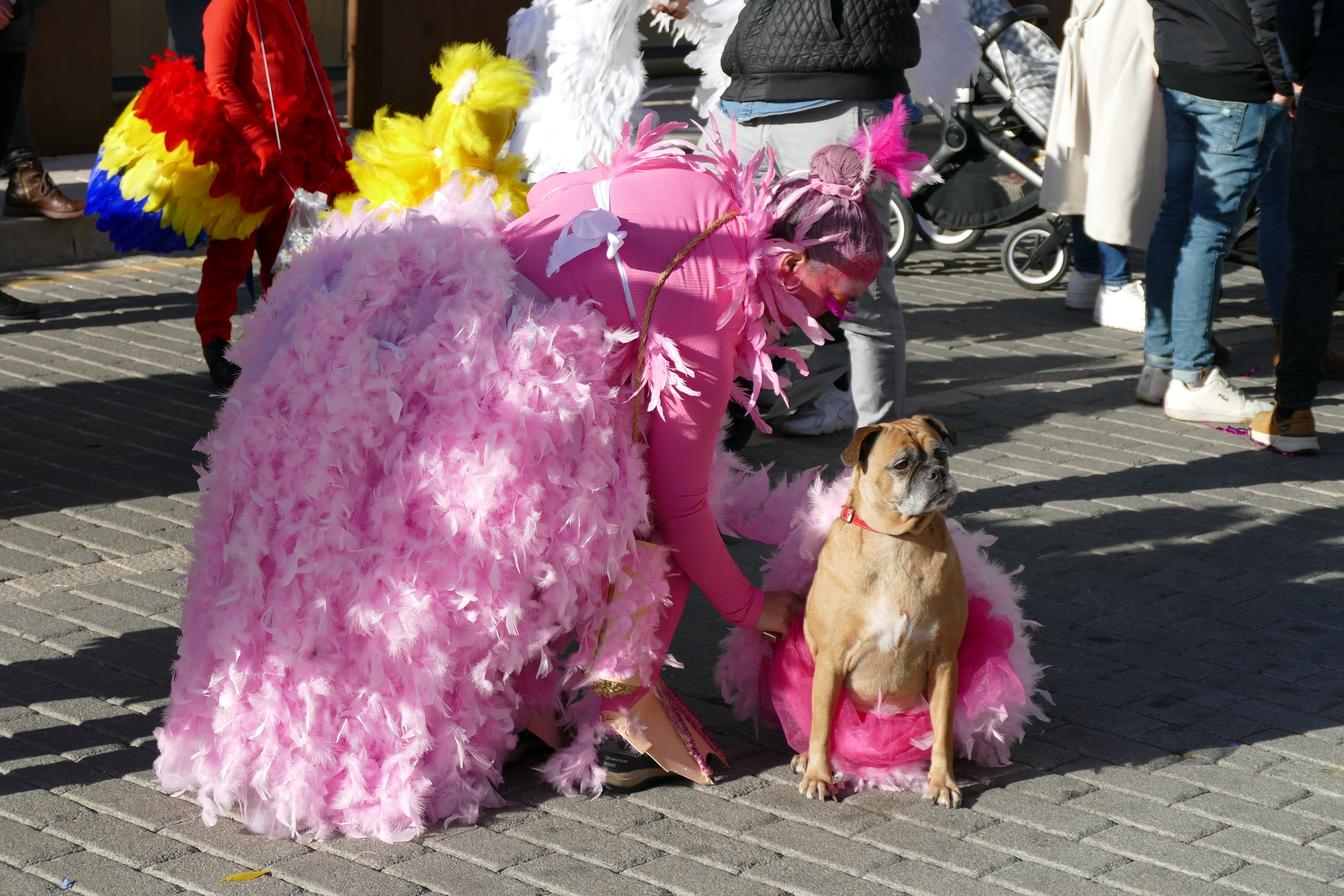
Karnevalsumzug in Port de Sóller 2024

Die Fiestas und Heiligenfeste, die in Port de Sóller begangen werden:
- Das Fest der Heiligen Drei Könige wird am 5. Januar begangen.
- Am 17. Januar des Jahres wird das Fest San Antonio gefeiert, das in ganz Spanien populär ist.
- Anfang Februar führt eine Etappe (Trofeo Sóller) des Radsportwettbewerbs Mallorca Challenge durch Port de Sóller.
- Im Februar finden die Karnevalsumzüge Sa Rua und Sa Rueta statt.
- Im Anschluss an die Fastenzeit wird Ostern (Pascua) gefeiert.
- Das Fest es Firó, eine nachgespielte Landung von Piraten im Hafen aus Anlass eines Sieges über nordafrikanische Korsaren am 11. Mai 1561, wird in Port de Sóller jeden Montag nach dem zweiten Sonntag im Mai nachmittags gefeiert. Das zu den Moros y Cristianos gezählte Fest ist Teil der am Vortag mit dem Krämer- und Künstlermarkt sa Fira beginnenden Festwoche der Gemeinde Sóller. Beim Fest Ses Valentes Dones wird der tapferen Frauen gedacht, die den Angriff abwehrten.[75][76] Die zwei Schwestern Francisca und Catalina Casasnoves wurden von den Piraten brutal überfallen, verteidigten sich aber, indem sie den Riegel ihres Tores nahmen und die Eindringlinge erschlugen. Dieser Riegel wird noch heute während des Festes bei den Umzügen in den Straßen gezeigt.[77] 1.200 Darsteller stellen den Kampf zwischen den Piraten und dem Ort nach, wobei 60 kg Schießpulver verbraucht werden. Die Darstellerinnen der beiden Schwestern werden durch die Mitglieder der „Verbände der Mauren, katalanischen Bauern und Bäuerinnen“ ausgewählt.[78]
- Ein großes Fest findet am Abend vom 23. auf den 24. Juni zu Ehren des hl. Johannes (San Juan) statt.
- Eine dreitägige Fiesta zu Ehren des Schutzpatrons der Fischer, des hl. Petrus (San Pedro/San Pere) findet Ende Juni statt.
- Die Festa de Mare de Déu del Carme wird jedes Jahr am 16. Juli als Fest der Schutzpatronin der Fischer Mare de Déu del Carme begangen. Zu diesem Anlass findet eine Meeresprozession statt.
- Assumption Mariens (Asunción) am 15. August ist ein wichtiger religiöser Feiertag und ein Urlaubstag für Banken.
- Der Tag des hl. Bartholomeus (San Bartholomé), des Schutzheiligen von Sóller wird jedes Jahr Ende (21.–24.) August gefeiert.
- Havaneras ist ein drei Tage dauerndes Strandfest, das im September stattfindet.
- Das Festival de Música Clásica Port de Sóller findet seit dem Jahr 2000 jedes Jahr im Herbst als klassisches Musikfestival im Oratorio del Museo de la Mar in Port de Sóller statt.[79]
- Allerheiligen (Todos los Santos / Tots Sants) wird am 1. November begangen.
- Conception Immaculada wird am 8. Dezember gefeiert.
- Weihnachten wird am 25./26. Dezember gefeiert.
- Das Neujahrsfest (Ano Nuevo) ist am 31. Dezember.

Der nächstgelegene Wochenmarkt findet jeden Samstag von 8 bis 13 Uhr vor der Markthalle in Sóller statt.

## Wirtschaft und Infrastruktur

### Verwaltung
Die kommunale Verwaltung und die Polizei befinden sich im Rathaus in Sóller (Ajuntament de Soller). Vor Ort in Port de Soller ist lediglich ein Touristeninformationsbüro an der Schiffsanlegestelle in der Nähe der Straßenbahnhaltestelle.

### Unternehmen

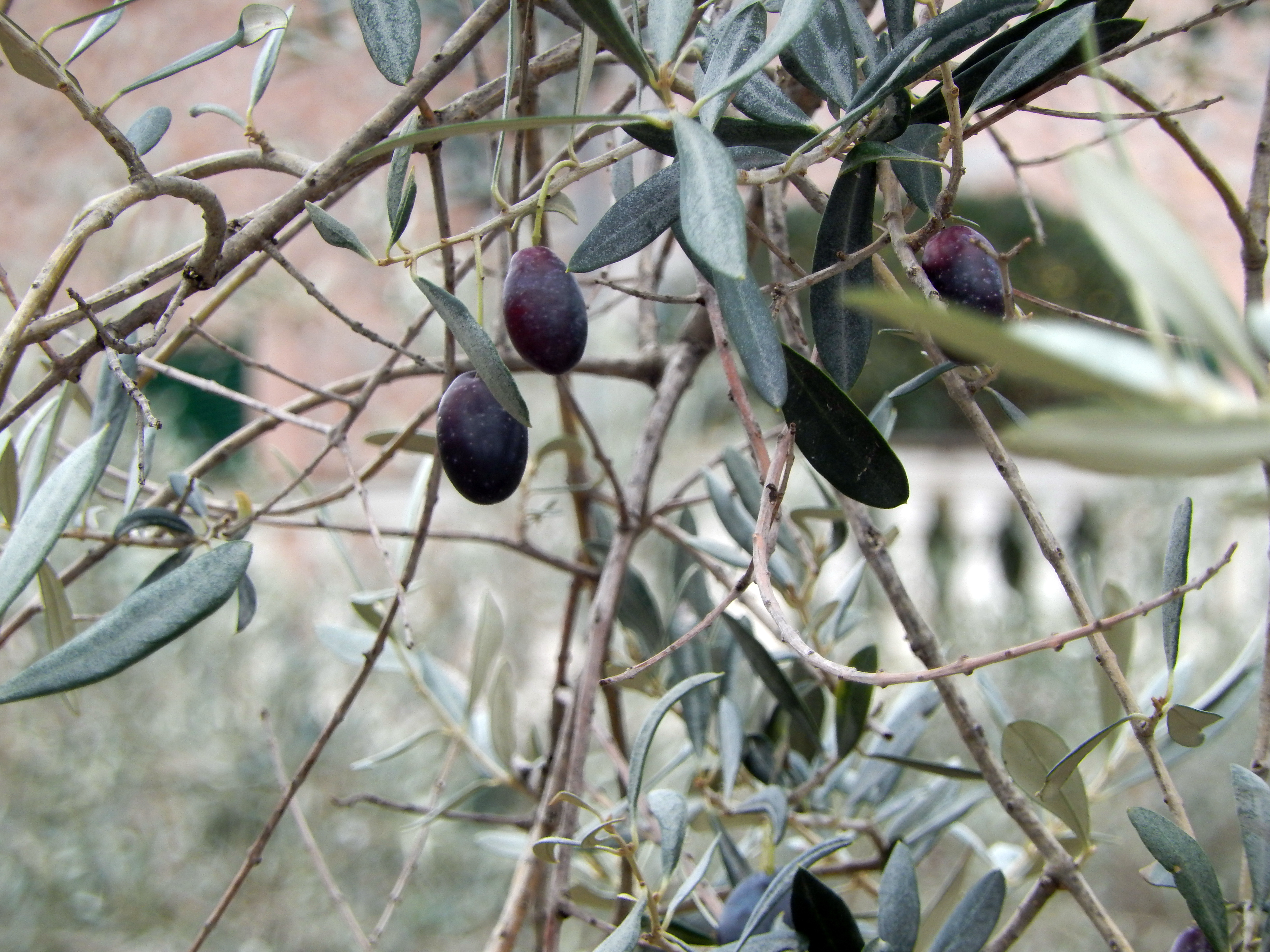
Oliven in Port de Sóller, 2014

Die landwirtschaftliche Prägung der Bucht beruht auf Olivenbäumen, Orangenbäumen und Mandelbäumen. Die Nutztierhaltung, vor allem von Ziegen, Eseln und Pferden, ist sehr überschaubar.
In Port de Sóller gibt es 19 Beherbergungsbetriebe mit insgesamt 2343 Betten. Es sind mehr als 62 Restaurants, Cafés oder Bars in der Hauptsaison geöffnet.
Im Sommer 2019 wurde eine 400 Quadratmeter große Fischhandelsbörse eröffnet. An dem Bau, der eine Million Euro gekostet hat, wurde zehn Monate gebaut. Der Vorgängerbau war 2003 abgerissen worden.
Während bis 2006 noch zehn Fischer in Port de Sóller ihr Auskommen hatten, waren es 2016 nur noch drei.

### Gesundheitswesen
In Port de Sóller gibt es eine Station für Medizinische Notfälle (Juaneda Urgencias Médicas Puerto Soller), ebenso in Sóller (Centro Médico Quirónsalud Soller). Die nächsten Krankenhäuser befinden sich in Palma.

### Bildung
In Port de Sóller gibt es eine öffentliche Grundschule (colegio público Pere Cerdà del Port).
Daneben sind die Tauchschulen zu nennen, die im Hafenbereich Tauchkurse (PADI) anbieten, wie die Octopus Mallorca.

### Sport
Der vierte Tag der Mallorca Challenge, die Trofeo Sóller, führt auch über Port de Sóller.
Es gibt zahlreiche Möglichkeiten zum Tauchen und Schnorcheln in Port de Sóller.

### Hafen

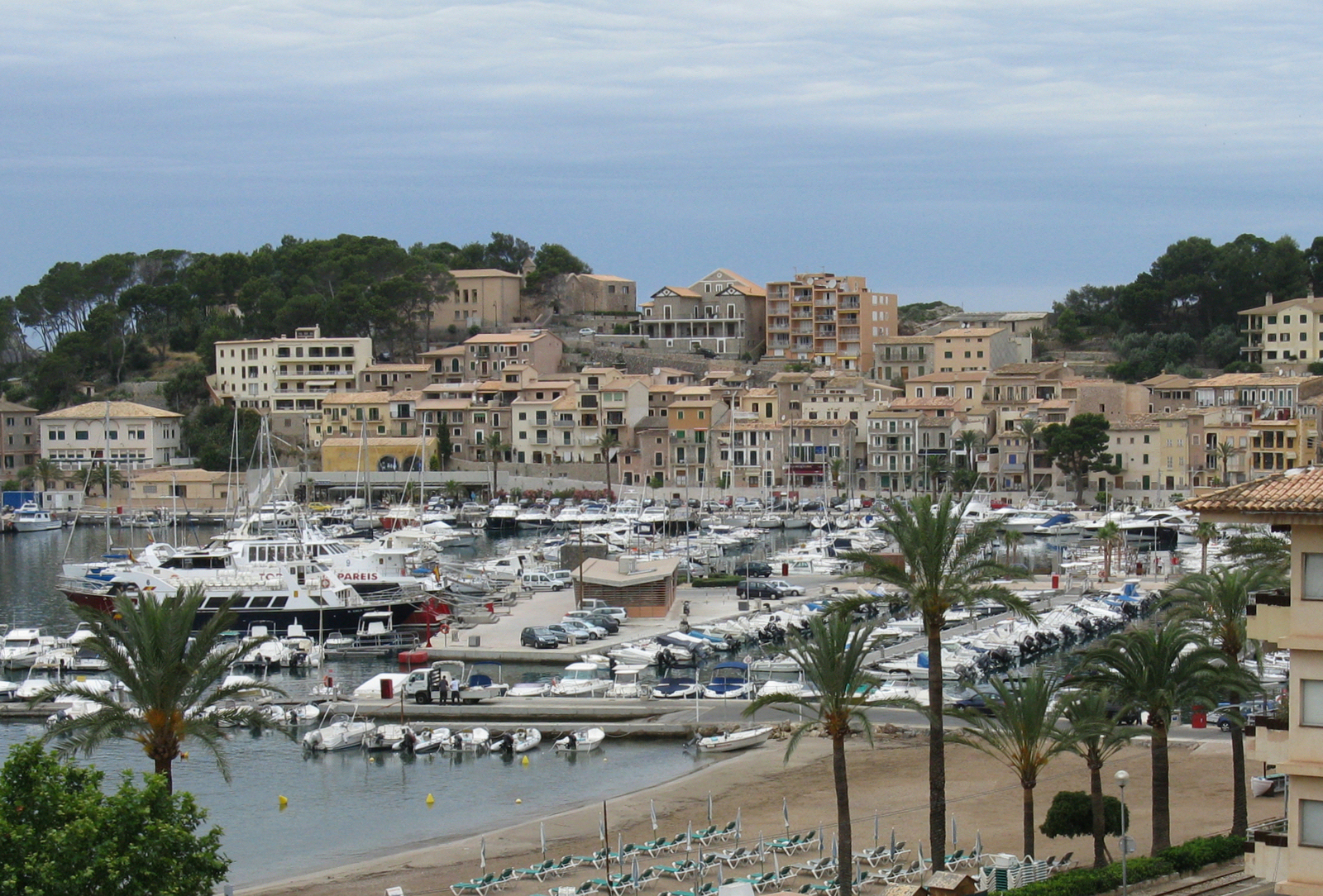
Hafenbereich in Port de Sóller nach Norden, 2010

Die Badia de Sóller bietet den einzigen geschützten Hafen der Nordwestküste der Insel Mallorca zwischen Port d’Andratx und Port de Pollença. So konnte sich Sóller zum Hauptort dieser Region in der Serra de Tramuntana entwickeln. Der Hafen von Sóller, dessen altes Küstengebiet heute verschwunden ist, muss sich über einen großen Teil des als „Camp de sa Mar“ bekannten Geländes erstreckt haben, wodurch die Küste des Hafens an dem Ort, der heute als Playa de'n Repic bekannt ist, völlig anders gestaltet wurde.
Der Hafen bildet noch heute den Mittelpunkt des Ortes Port de Sóller. Die bestehenden Hafenanlagen gründen auf Bauten des 18. Jahrhunderts. Sie weisen 465 Liegeplätze auf, von denen 164 für Durchreisende bereitgehalten werden. Teilweise wird der Hafen militärisch genutzt: Die örtliche Marinestation, einst eine U-Boot-Basis, beherbergt heute eine militärische Sommerresidenz für Offiziere. Der voll ausgestattete Hafen ist 8,5 m tief.
Port de Sóller ist Ausgangspunkt für Ausflugsschiffe entlang der Nordwestküste Mallorcas, unter anderem zu den Buchten Cala de sa Calobra und Cala de Deià sowie Cala Tuent.
Des Weiteren befindet sich am Hafen ein Skulpturenpark, in dem heimische Künstler ausgestellt werden.

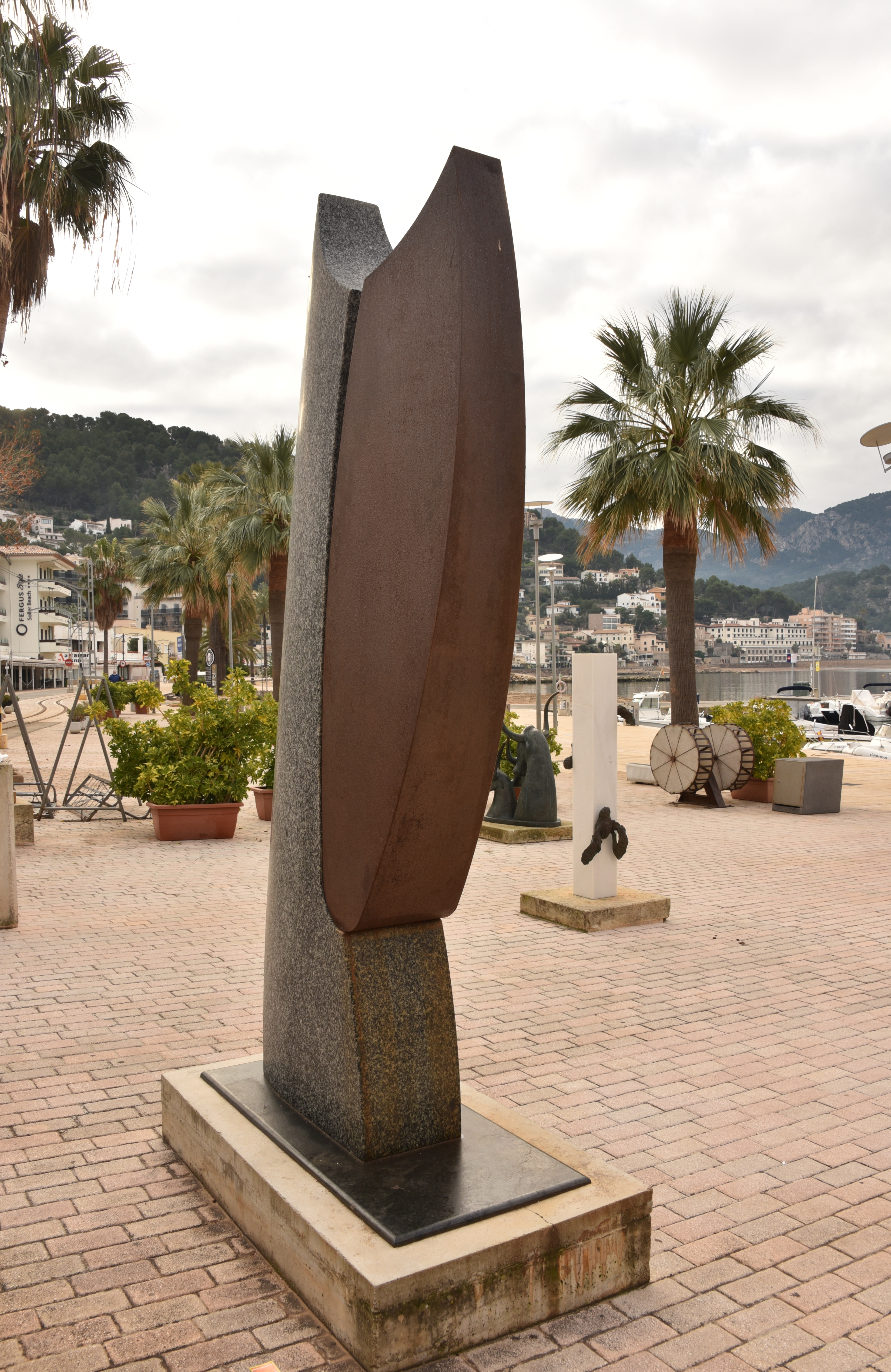
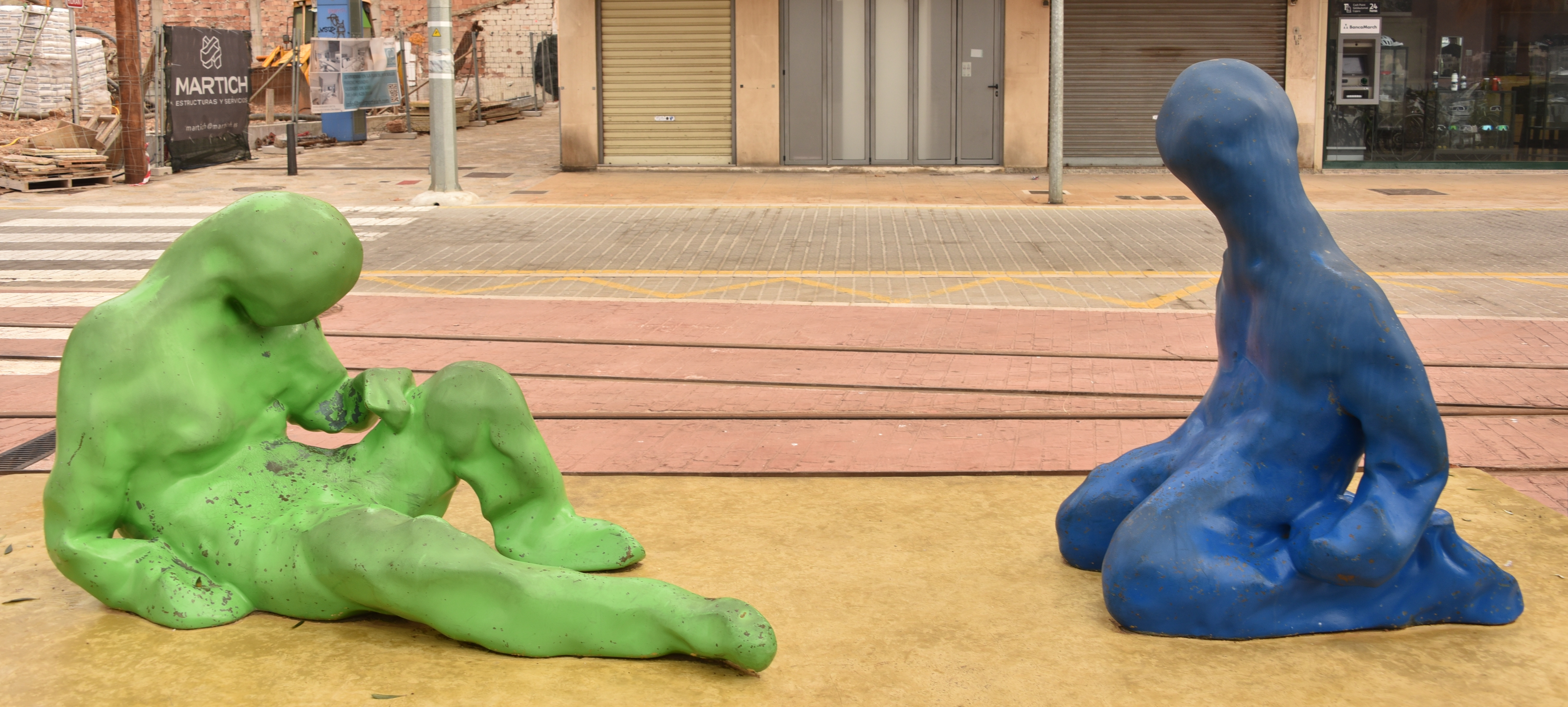
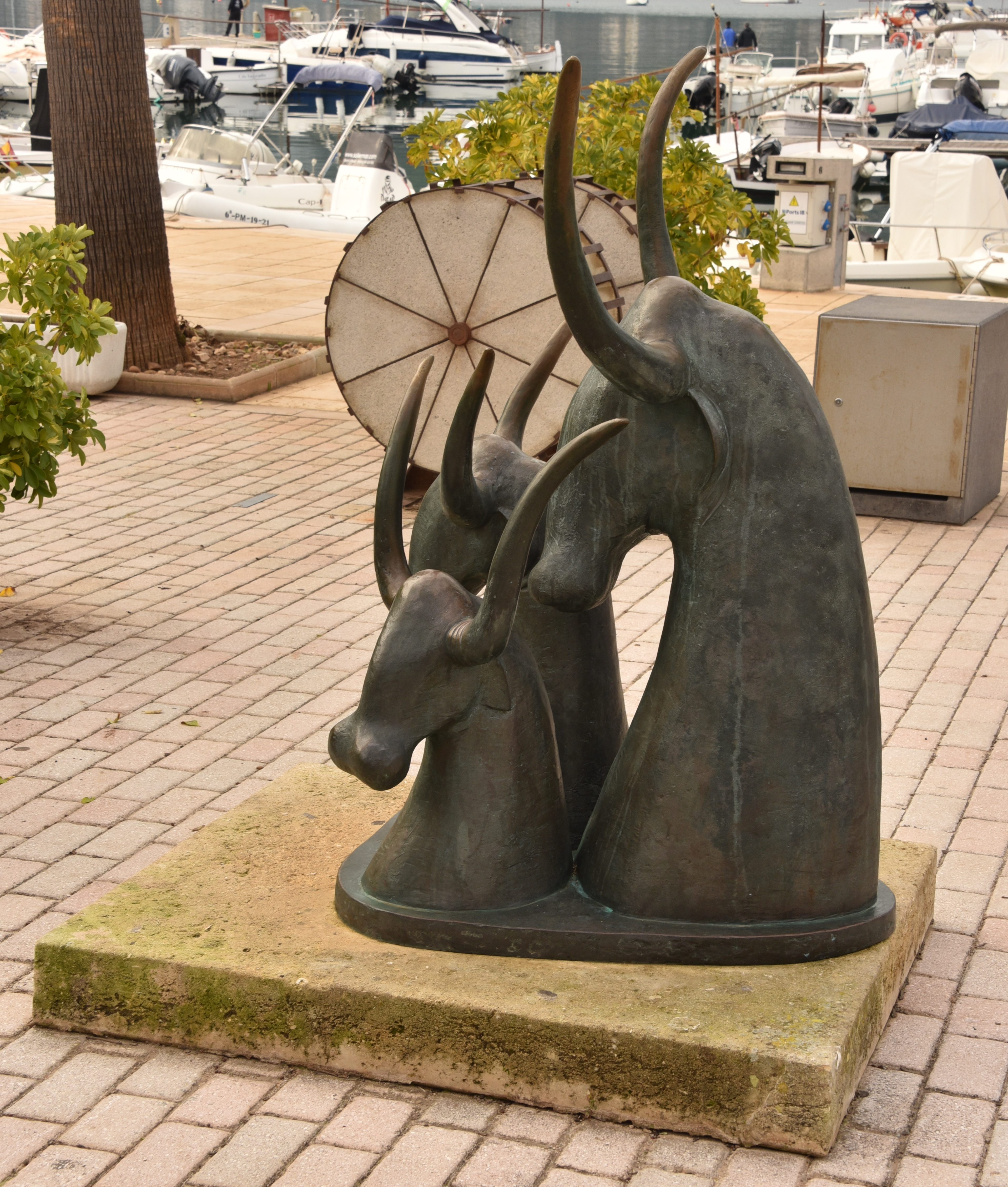
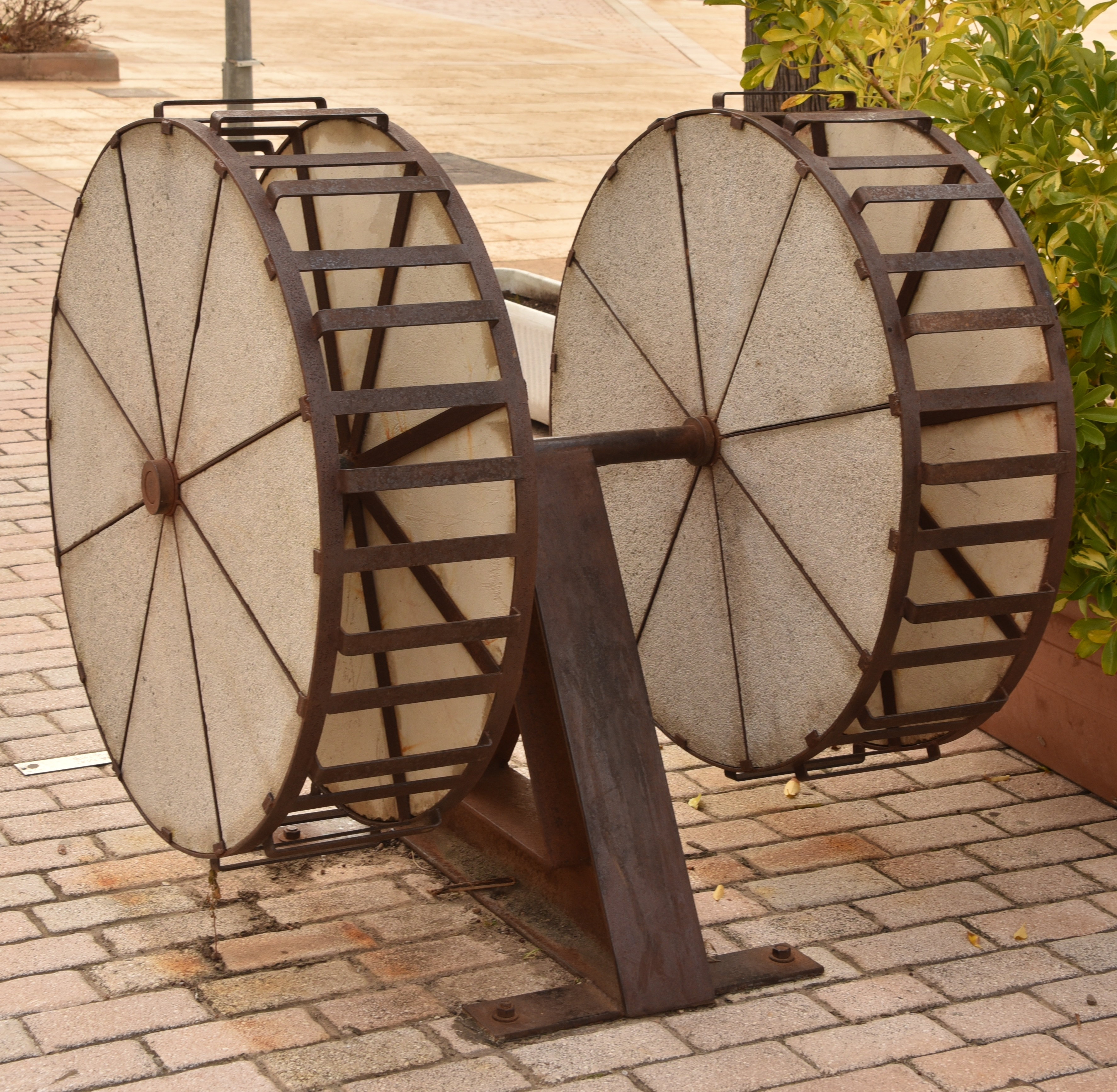
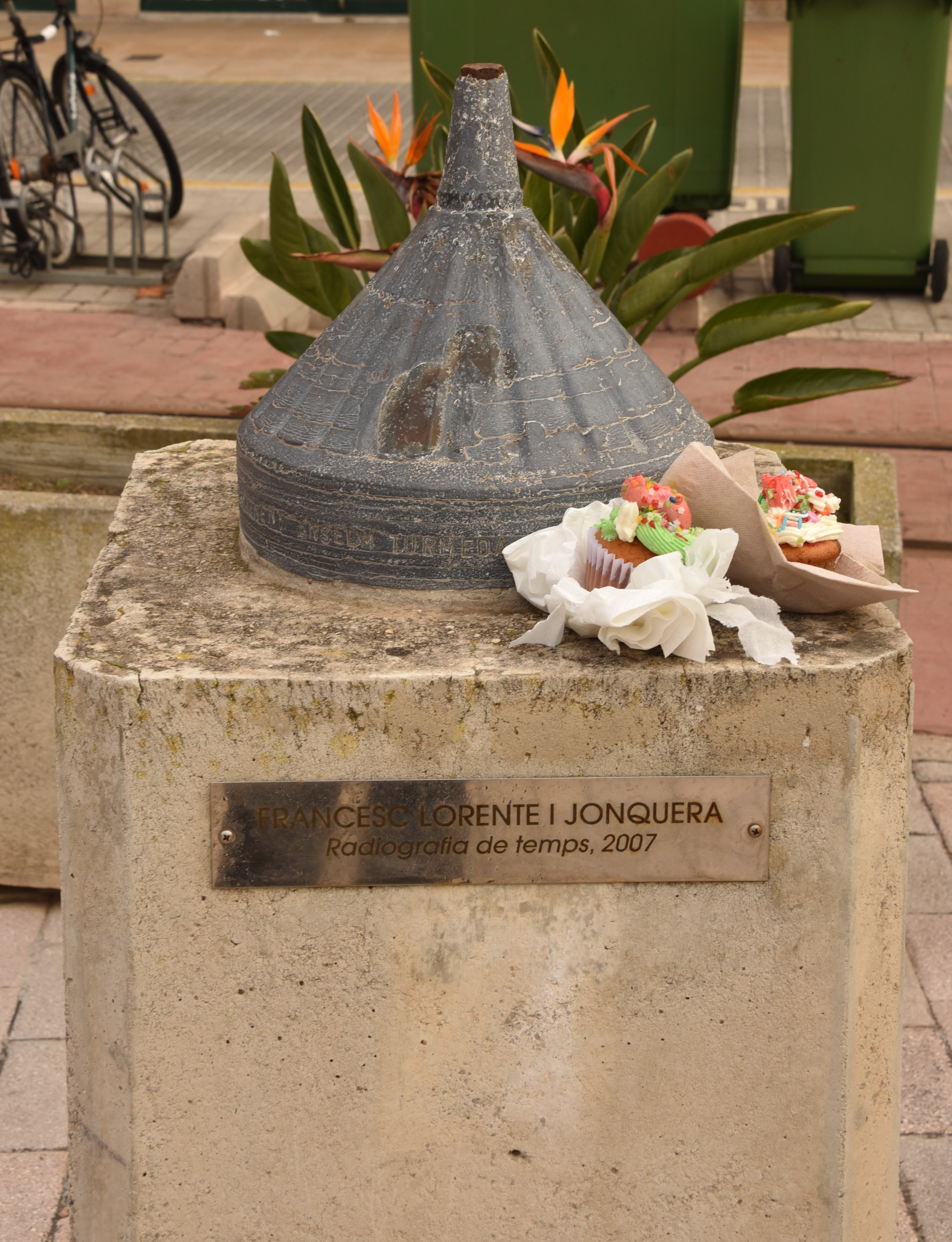
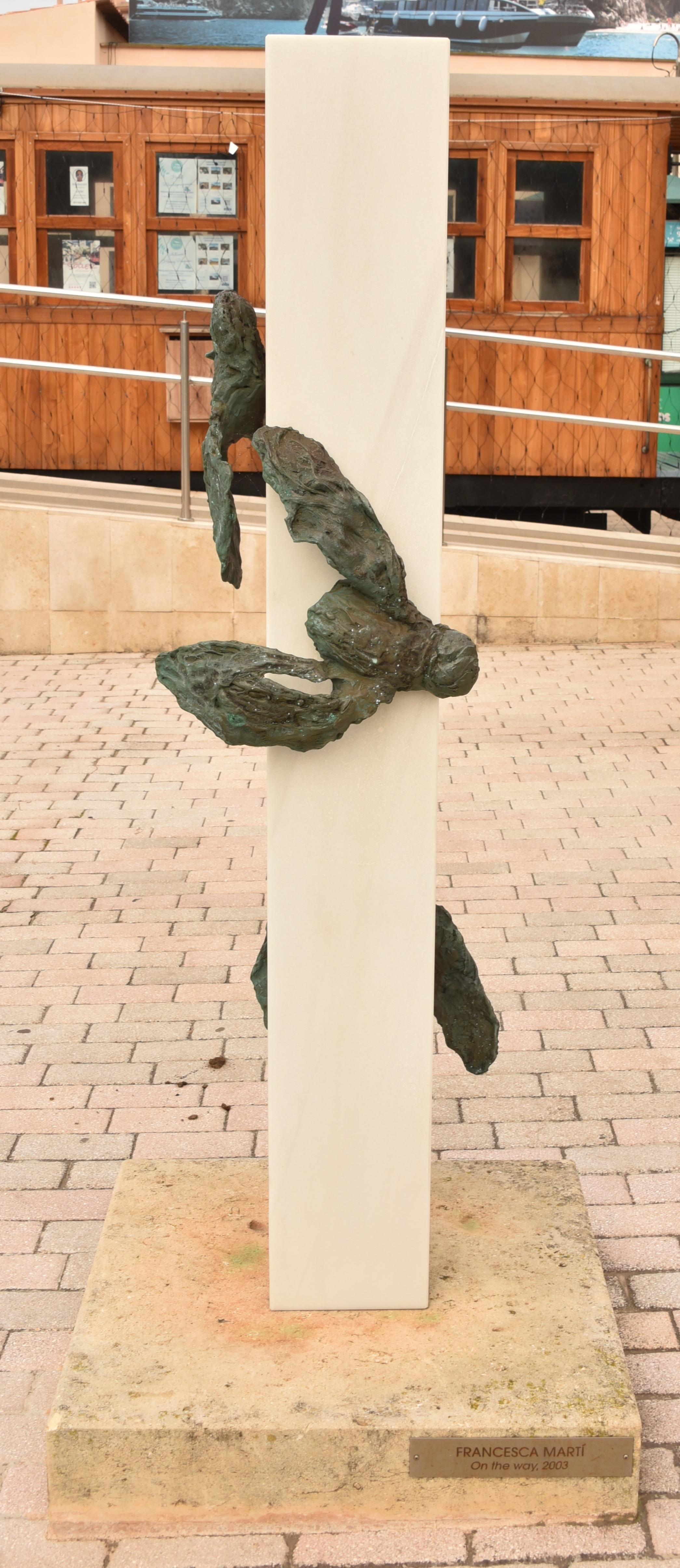

### Verkehr
Außer von der Seeseite erreicht man den Ort aus Südosten kommend auf der Landstraße MA-1134 von Sóller oder über die Nebenstraße MA-2124 von der Siedlung l’Horta. Die MA-1134 verläuft teilweise durch den am 24. Februar 2007 eröffneten Túnel de sa Mola. Der 1329 Meter lange Tunnel, der bis an die Ortsgrenze von Port de Sóller reicht, wurde für etwa 21,5 Millionen Euro unter dem 156,83 Meter hohen Berg Puig de sa Mola zur Entlastung der alten Straße angelegt, die den Verkehr am Ufer der Badia de Sóller direkt durch den Ort führte. Es besteht eine Straßenanbindung über die Ma-11 nach Soller, von der die MA-2124 und die MA-1134 abzweigen. Der 3.023 Meter lange Sóller-Tunnel verbindet die Hauptstadt Palma mit dem Hafen Port de Sóller.
Drei Busverbindungen verkehren regelmäßig von und nach Port de Sóller: Bus Nr. 203 von Port de Sóller über Valldemossa nach Palma, Bus Nr. 204 von Port de Sóller nach Palma sowie Bus Nr. 232 von Port de Sóller nach Fornalutx. Zwei Busverbindungen der Linie 354 bestehen am Tag auf der Strecke zwischen Can Picafort und Port de Sóller über Cuber, Gorg Blau und Kloster Lluc, die den östlichen Teil der Serra de Tramuntana entlang der Ma-10 erschließen.

Seit dem Jahr 1913 gibt es eine Straßenbahnverbindung von Sóller nach Port de Sóller. Diese wird von Ferrocarril de Sóller betrieben. Die Straßenbahn fährt stündlich immer zur vollen Stunde von acht Uhr morgens bis 19 Uhr abends von Sóller ab und jeweils nach 30 Minuten von Port de Sóller zurück. Dadurch besteht Anschluss zur Zugverbindung von Sóller nach Palma, die vier Mal täglich angeboten wird.
 Aufgrund der geringen Geschwindigkeit werden die Gefahren des Straßenbahnverkehrs oft unterschätzt.

### Wandertourismus
Durch Port de Sóller führt als Teil des GR-Fernwanderwegenetzes (Senderos de Gran Recorrido) der Fernwanderweg GR 221, die Wanderherberge Refugi de Muleta am Ortsrand dient als Unterkunft. Ein Rundwanderweg führt von Port de Sóller nach Muleta, ein anderer von Port de Sóller über Llucalcari nach Deià.

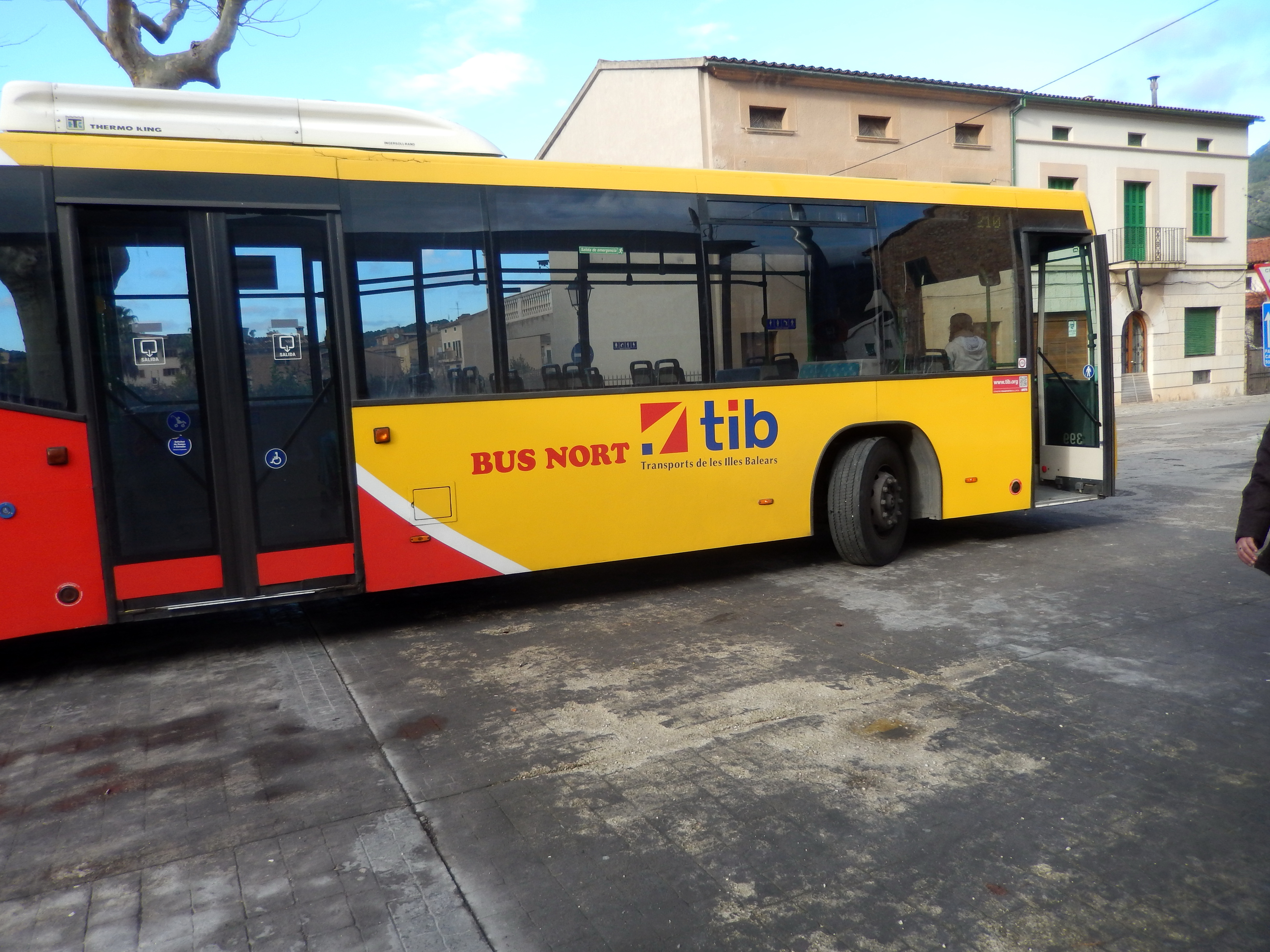
Bus im Bereich von Sóller, 2014
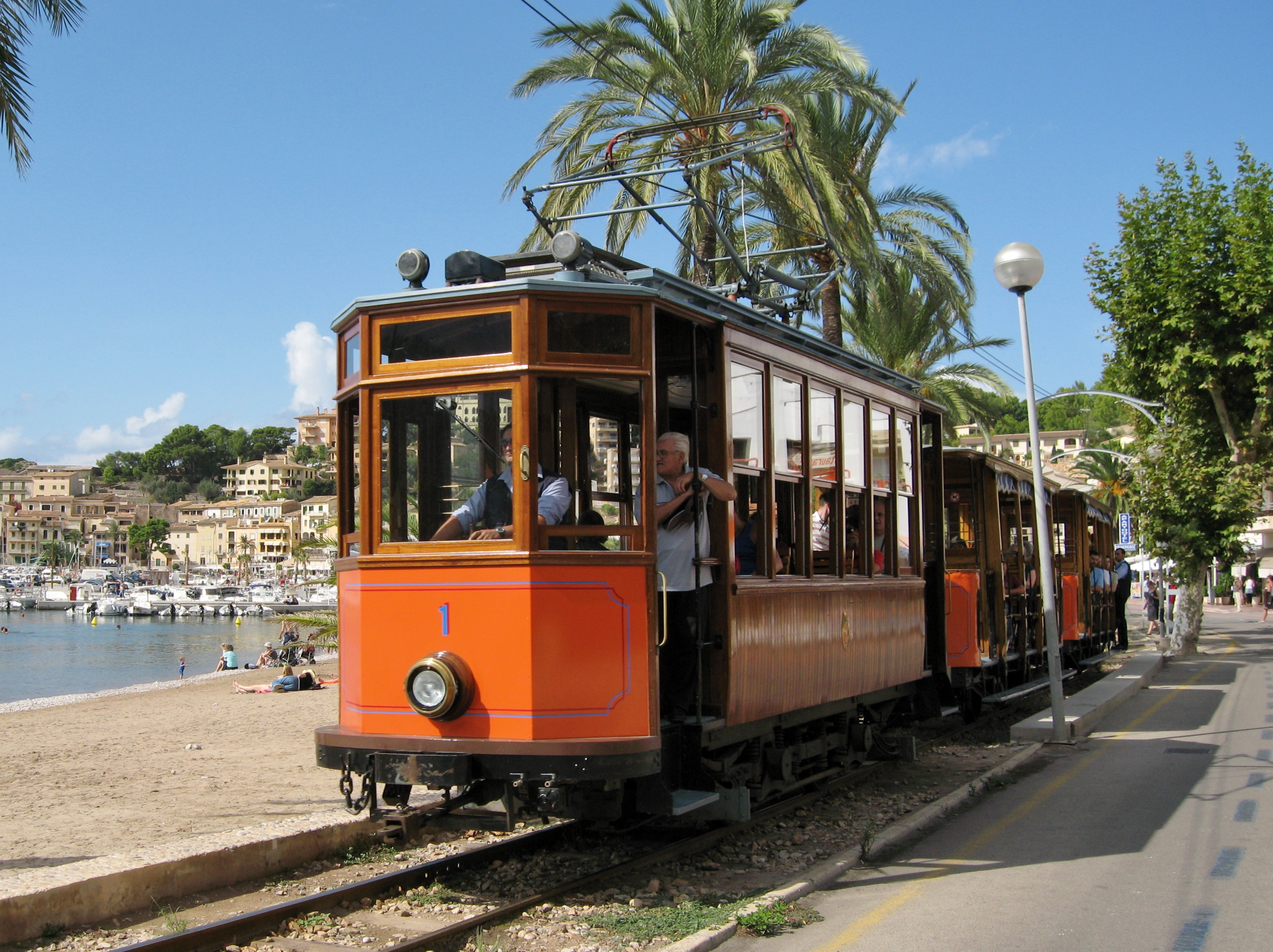
Straßenbahn in Port de Sóller, 2008
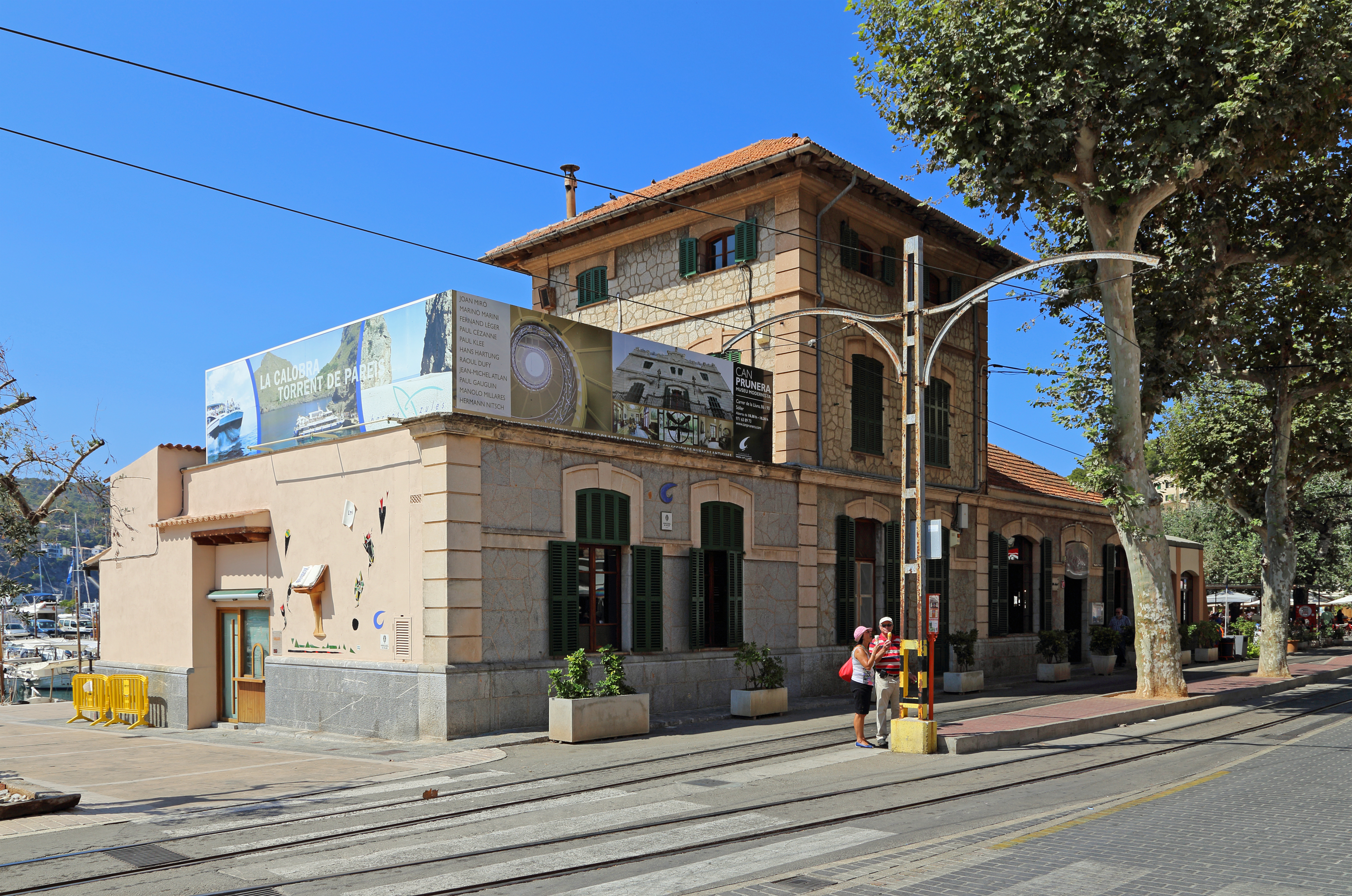
Station Mar y Sol der Straßenbahn, 2014
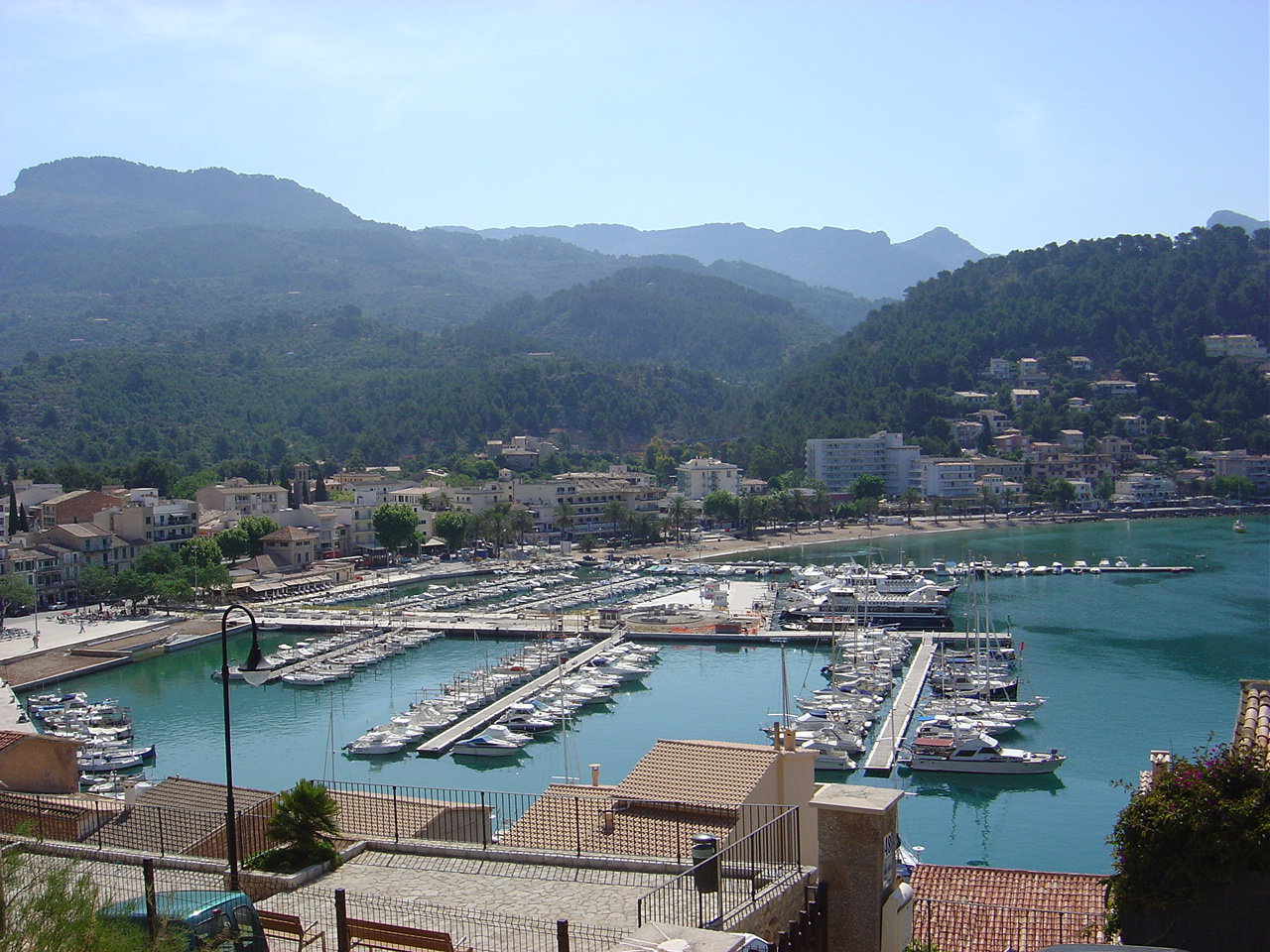
Übersicht Hafenbereich, Liegeplätze, 2006
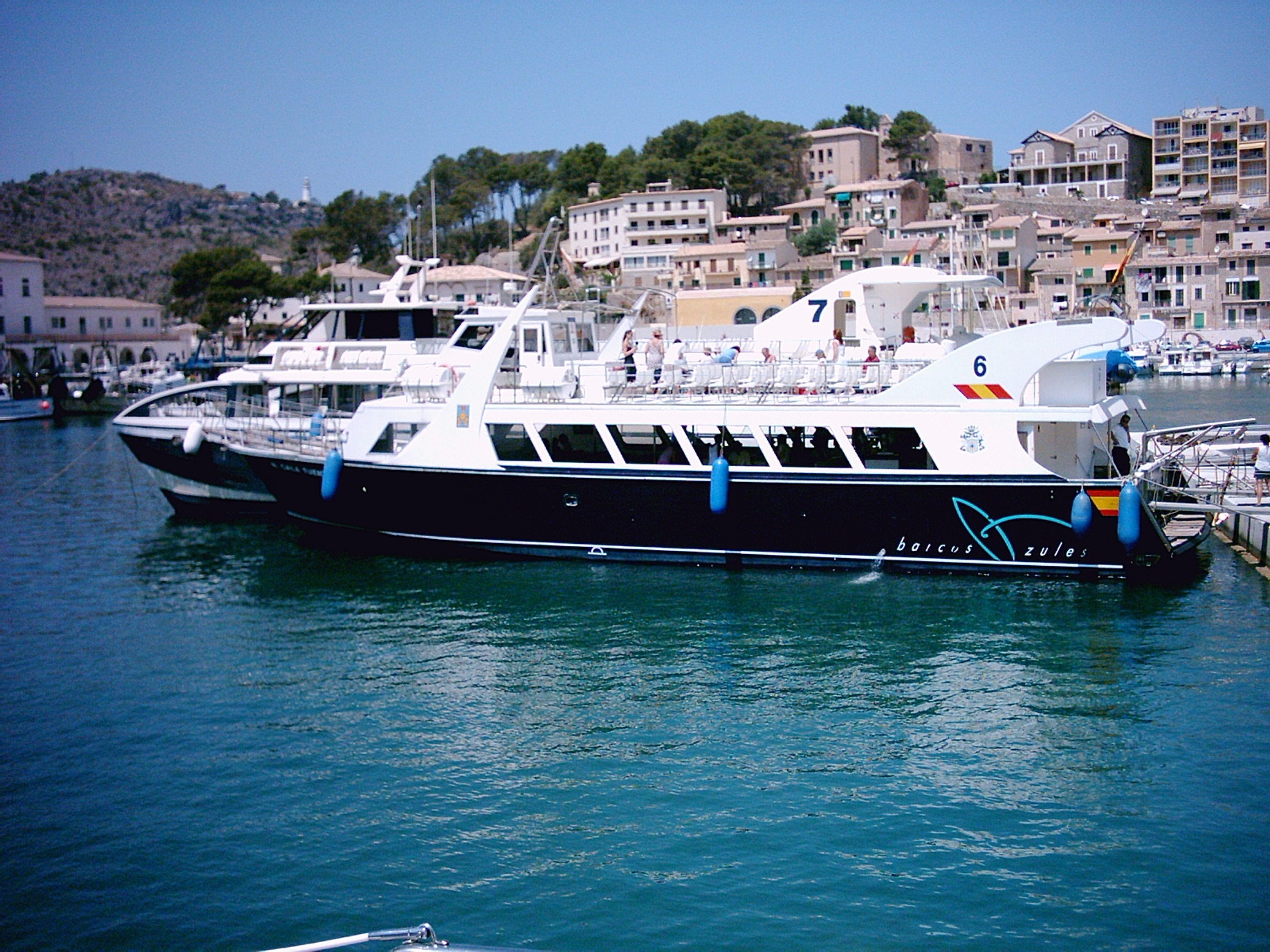
Fähre in Port de Sóller, 2005

## Persönlichkeiten

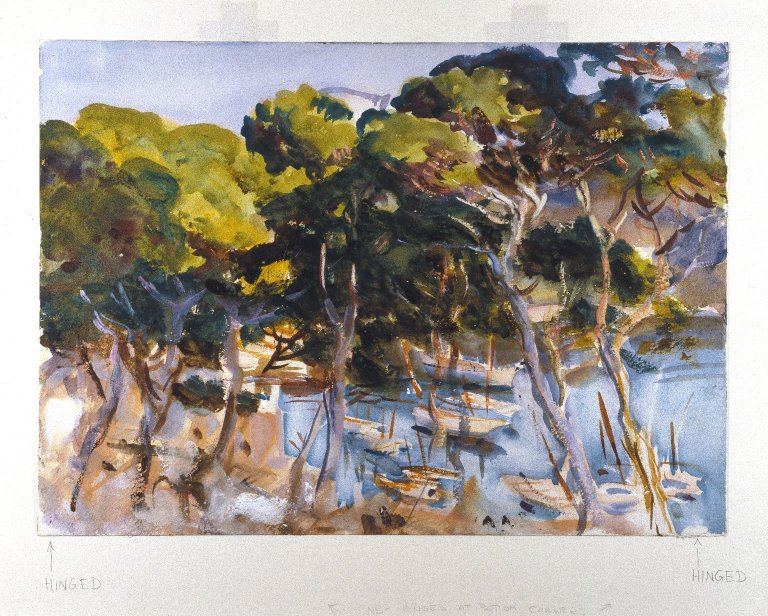
Wasserfarben-Bild „Port de Sóller“ von John Singer Sargent im Brooklyn Museum, 1907/08

### Söhne und Töchter
- Antonio Montis, Mitbegründer des literarischen Magazins La Palma (1840/1841)

### Persönlichkeiten, die im Ort gewirkt haben
- Jeroni Estades (1862–1932), Unternehmer aus Sóller, der die Straßenbahnstrecke elektrifizieren ließ
- John Singer Sargent (1856–1925), Maler, malte zwischen 1907 und 1908 in Port de Sóller[99]
- Marià Pidelaserra (1877–1946), Malerin, arbeitete 1910 in Port de Sóller[100]
- Georges Bernanos (1888–1948), der französische Schriftsteller arbeitete hier 1934 an seinen Werken[101]
- Christian Stadelmann (1959–2019), deutscher Geiger
- Haya Molcho (* 1955), im deutschsprachigen Raum aktive israelische Köchin und Gastronomin

## Sonstiges
Ein 44 Meter langes und 11 Meter breites spanisches Passagierschiff trägt den Namen Badia de Sóller.

### Mediale Rezeption des Ortes
Die Handlungen folgender Romane sind in Port de Sóller angesiedelt:
- Christiane Döntgen: Piraten in Port de Sóller: oder Madame wird transluzent. Berlin 2012. ISBN 978-3-7375-0387-7
- Jean-Louis Sarthou: L'Archiduc sans frontière. Éditions du Vieux Caroubier 2013 (französisch). ISBN 978-2-9545876-0-8 (Roman über Erzherzog Ludwig-Salvator von Habsburg (1847–1915), der sich Ende des 19. Jahrhunderts für die Küste der Serra de Tramuntana zwischen dem Hafen von Sóller und Valldemossa einsetzte.)

Im Ort und der unmittelbaren Umgebung wurden Szenen für folgende Dokumentationen, Filme und Serien gedreht:
- 1920er: KINAGFA-Kurzfilm Eine Perle des Mittelmeers, von Eiko-Film A.G., 5:08 Minuten
- 1966: Dokumentation Las islas de la Calma
- 1989: 27 Folgen der ZDF-Fernsehserie Hotel Paradies
- 2009: La guerra dels segells, von Jaume Rodríguez
- 2011: The Stranger Inside, mit William Baldwin, Estella Warren und Sarah Butle[103]
- 2012: Cloud Atlas, mit Tom Hanks und Halle Berry, Regie: Die Wachowskis und Tom Tykwer
- 2016: 6 Episoden der BBC-Fernsehserie The Night Manager
- 2017: Welt der Wunder: Geheimtipp Mallorca: Zeitreise nach Sóller, 3:40 Minuten[104]
- 2018: WDR–Reisen mit Stefan Quante: Gut essen auf Mallorca – Port de Sóller, 29:42 Minuten[105][106]
- 2019: die 5. Episode der 4. Staffel von Kitchen Impossible mit Tim Mälzer spielte in Port de Sóller